# Woody Allen
Pour les articles homonymes, voir Allen, Stewart et Königsberg (homonymie).
Pour l’article ayant un titre homophone, voir Hoodie Allen.
Allan Stewart Konigsberg, dit Woody Allen /ˈwʊdi ˈælən/, est un réalisateur, scénariste, écrivain, acteur, dramaturge et humoriste américain, né à New York le 1er décembre 1935 selon plusieurs encyclopédies ou le 30 novembre 1935 selon son autobiographie.
Réalisant quasiment un film par an depuis le début des années 1970, au cours desquelles sa popularité a explosé, Woody Allen est l'un des cinéastes américains les plus connus et les plus prolifiques de ces cinquante dernières années. Les comédies de mœurs, souvent sur fond de psychanalyse, sont incontestablement son domaine favori bien qu'il s'essaye parfois à d'autres genres. Il se met lui-même en scène comme acteur dans un grand nombre de ses films, incarnant souvent un personnage proche de lui-même, caricature de l'intellectuel juif new-yorkais en proie à des affres tragicomiques, essentiellement d'ordre sexuel, existentiel ou métaphysique.
Il a obtenu de nombreuses récompenses cinématographiques, dont quatre Oscars en tant que meilleur réalisateur ou meilleur scénario original - catégorie pour laquelle il détient le record de victoires (trois) et, de très loin, de nominations (seize).
Il est également l'auteur de plusieurs pièces de théâtre et nouvelles, et se produit régulièrement en tant que clarinettiste de jazz.

## Biographie

### Origines et enfance

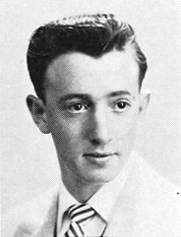
Woody Allen en 1953.

Issu d'une famille d'immigrants juifs russo-autrichiens parlant le yiddish, l’hébreu et l'allemand, Allan Stewart Konigsberg naît le 1er décembre 1935 à New York, dans l'arrondissement du Bronx, puis grandit dans celui de Brooklyn. Son père, Martin Konigsberg (25 décembre 1900 – 8 janvier 2001), est alternativement graveur-joaillier, chauffeur de taxi et serveur chantant dans une brasserie proche, tandis que sa mère, Nettie Cherry (8 novembre 1906 – 27 janvier 2002), tient la caisse chez un fleuriste à Manhattan. C’est plus précisément à Midwood (Brooklyn) qu’il passe son enfance avec ses parents et sa jeune sœur (Letty, née en 1943), tous natifs de New York. Ses oncles et tantes étaient aussi très souvent chez eux.
Son éducation débute à l’école juive où il restera pendant huit ans avant d'aller à l’école publique. Finalement, il fréquentera la Midwood High School. À cette époque, Allen vit en partie dans l’avenue K. Il est surnommé « Red » en raison de la couleur rousse de ses cheveux (« roux » se dit « red » en anglais). Déjà, il impressionne les autres étudiants par son extraordinaire habileté aux cartes et ses tours de magie. En 1952, il écrit des gags pour un journal. Bien qu'il se décrive souvent comme un névrosé dans ses films, il était en réalité un adolescent apprécié de ses condisciples et un adepte du basket-ball et du baseball à l'école.
Il commence à gagner sa vie en écrivant des gags pour l’agent David O. Alber qui les revend à différents chroniqueurs. Ainsi, la première de ses blagues à avoir été publiée serait « I am at two with Nature ». À l’âge de 16 ans, il se met à écrire pour des stars telles que Sid Caesar. Il décide alors d’endosser le pseudonyme de Woody Allen, en partie en hommage au clarinettiste Woody Herman.
Woody s'inscrit à l’université de New York où il est censé étudier la communication et le cinéma. Ses mauvais résultats et son manque d’intérêt pour les études lui font rapidement abandonner ces dernières. Plus tard, il fréquentera pourtant brièvement le City College de New York.

### Du scénariste au comédien
À dix-neuf ans, il est chargé de rédiger des sketches pour d’importantes émissions de télévision telles que The Ed Sullivan Show, The Tonight Show, Caesar’s hour… Ce dernier show occasionna par ailleurs le début de sa collaboration avec Danny Simon (en). Celui-ci l’aida à structurer son style et Allen dira à son sujet : 

« J’ai appris depuis une ou deux choses par moi-même et modifié certaines choses qu’il m’a enseignées mais tout ce que j’ai appris de l’écriture de comédie, je l’ai appris, sans équivoque, de lui. »

Il devient ensuite gagman pour des comiques comme Bob Hope, Buddy Hackett, ou Miles Bennett, puis rédacteur du show télévisé de Gary Moore (1957). Naturellement doué pour la comédie, il entame en 1960, une nouvelle carrière d'humoriste de stand-up (les albums Standup Comic et Nightclub Years 1964-1968 contiennent quelques-uns de ses sketches dont la fantaisiste histoire de l’élan (qu’il emmène à un bal costumé après l’avoir percuté avec sa voiture). Dans le même temps, il contribue à la revue From A to Z (en) de Broadway et commence à écrire pour le très populaire show télé Candid Camera (en), apparaissant même dans quelques épisodes. En outre, il rédige des nouvelles publiées dans certains magazines, dont The New Yorker.
Petit à petit, avec l’aide de son impresario, Allen transforme ses défauts « psychologiques » en qualités « théâtrales ». Il développe ainsi son célèbre personnage d’intellectuel névrosé, instable et nerveux. Rapidement, il rencontre un succès qui lui ouvre les portes de la télévision et des boîtes de nuit. En 1969, sa popularité est telle qu’il apparaît en couverture de Life à l’occasion de la création à Broadway de Play It Again, Sam (en).

### 1965-1975: à la conquête de l'écran, deQuoi de neuf, Pussycat?àGuerre et Amour
C'est alors qu'il se produit dans un club de Greenwich Village que Woody Allen est repéré par le producteur Charles K. Feldman et l'acteur Warren Beatty qui cherchent un coscénariste capable d'insuffler un ton comique au film Quoi de neuf, Pussycat ? qu'ils sont en train d'écrire. Feldman lui propose 30 000 dollars, Woody Allen en veut 40 000 mais il accepte finalement le prix de Feldman à condition d'avoir un rôle dans le film. Réalisé par Clive Donner Quoi de neuf, Pussycat ? sort en 1965 et est un grand succès, néanmoins Woody Allen se sent assez frustré du résultat, persuadé qu'il aurait été meilleur s'il l'avait écrit seul et réalisé. Cette expérience l'incite à prendre un meilleur contrôle sur ses projets suivants.

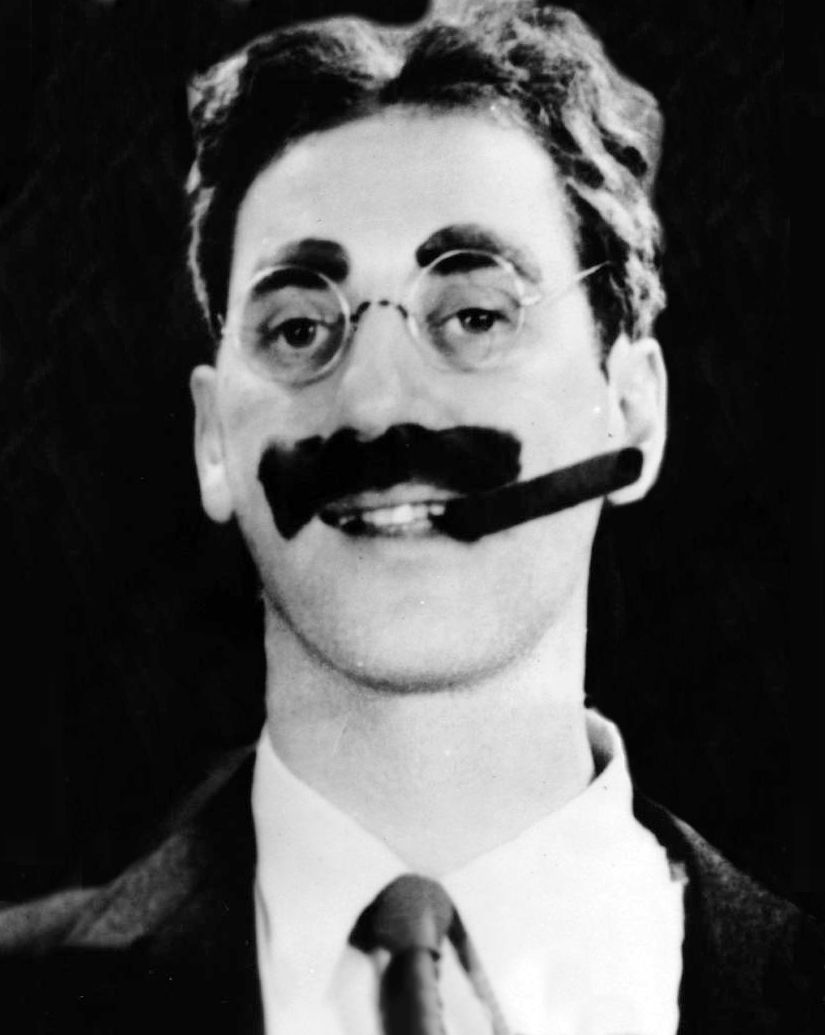
Groucho Marx en 1931, dont l'œuvre influença Allen.

Son premier film en tant que réalisateur est aussi produit par Charles K. Feldman, en 1966, Lily la tigresse (What's Up, Tiger Lily?). Ce long métrage est à l'origine un film d’espionnage japonais dont il a réécrit les dialogues afin d'en faire une œuvre burlesque à la suite du doublage en anglais. En 1967, il interprète le neveu de James Bond dans la parodie Casino Royale.
La fin des années 1960 (et la première moitié des années 1970) marque les débuts d'Allen en tant que réalisateur. Il réalise successivement et avec succès Prends l'oseille et tire-toi (Take The Money and Run) (1969), Bananas, Tout ce que vous avez toujours voulu savoir sur le sexe sans jamais oser le demander (Everything You Always Wanted To Know About Sex (But Were Afraid to Ask), Woody et les Robots (Sleeper), ainsi que Guerre et Amour (Love and Death). Ces films s'inscrivent dans la continuité de son travail d'auteur de sketches télévisés au style burlesque et satirique. Et pour cause, il s'agit exclusivement de pures comédies s'appuyant sur de grosses farces et autres gags visuels. Allen est alors fortement influencé par les œuvres de Bob Hope, Groucho Marx et Humphrey Bogart. Le grand public voit en lui un petit bonhomme à lunettes, tourmenté et d'une épouvantable maladresse. Il s'imposera toutefois grâce à des œuvres plus personnelles, teintées de mélancolie, mais toujours pleines d'autodérision, comme Annie Hall et Manhattan (1979), films dans lesquels s'illustre sa première muse en la personne de Diane Keaton.

### 1976-1980: deAnnie HallàStardust Memories
La période qui suit est certainement la plus prolifique et la plus célèbre de la carrière de Woody Allen. En moins de 10 ans, il écrit et réalise ses films les plus appréciés dont Annie Hall, Manhattan, La Rose pourpre du Caire (l'un des cent meilleurs films de tous les temps selon le Times Magazine et l'un des trois favoris d'Allen) ainsi que Hannah et ses sœurs qui remporte trois Oscars du cinéma.
Annie Hall, film de tous les succès (vainqueur de quatre Oscars dont l'Oscar du meilleur film, celui du meilleur réalisateur, celui de la meilleure actrice pour Diane Keaton et celui du meilleur scénario), marque un tournant majeur dans l'œuvre de W. Allen. Il s'oriente alors vers un humour plus sophistiqué et aborde des sujets moins légers dans des comédies dramatiques. Certains iront jusqu'à dire qu'il a peut-être réinventé ce genre ou, au moins, qu'il en a fixé les règles modernes. Mais outre cela, W. Allen parvient surtout à trouver son style, sa touche personnelle. Avec Annie Hall, le cinéaste parvient à se détacher de l'influence de ses idoles pour imposer son propre personnage et avec lui, tout un univers complexe de questions existentielles obsédantes inspirées par ses incalculables références culturelles qu'il fait semblant de résoudre par la dérision. Il crée un univers où il est normal d'aborder une inconnue en lui parlant de Sartre pour se retrouver une heure plus tard à discuter avec elle de Kierkegaard dans un jazz club où ils peuvent tous deux se délecter des œuvres de Cole Porter. En somme, il crée un univers égocentrique où tous les personnages sont des parties de Woody Allen.

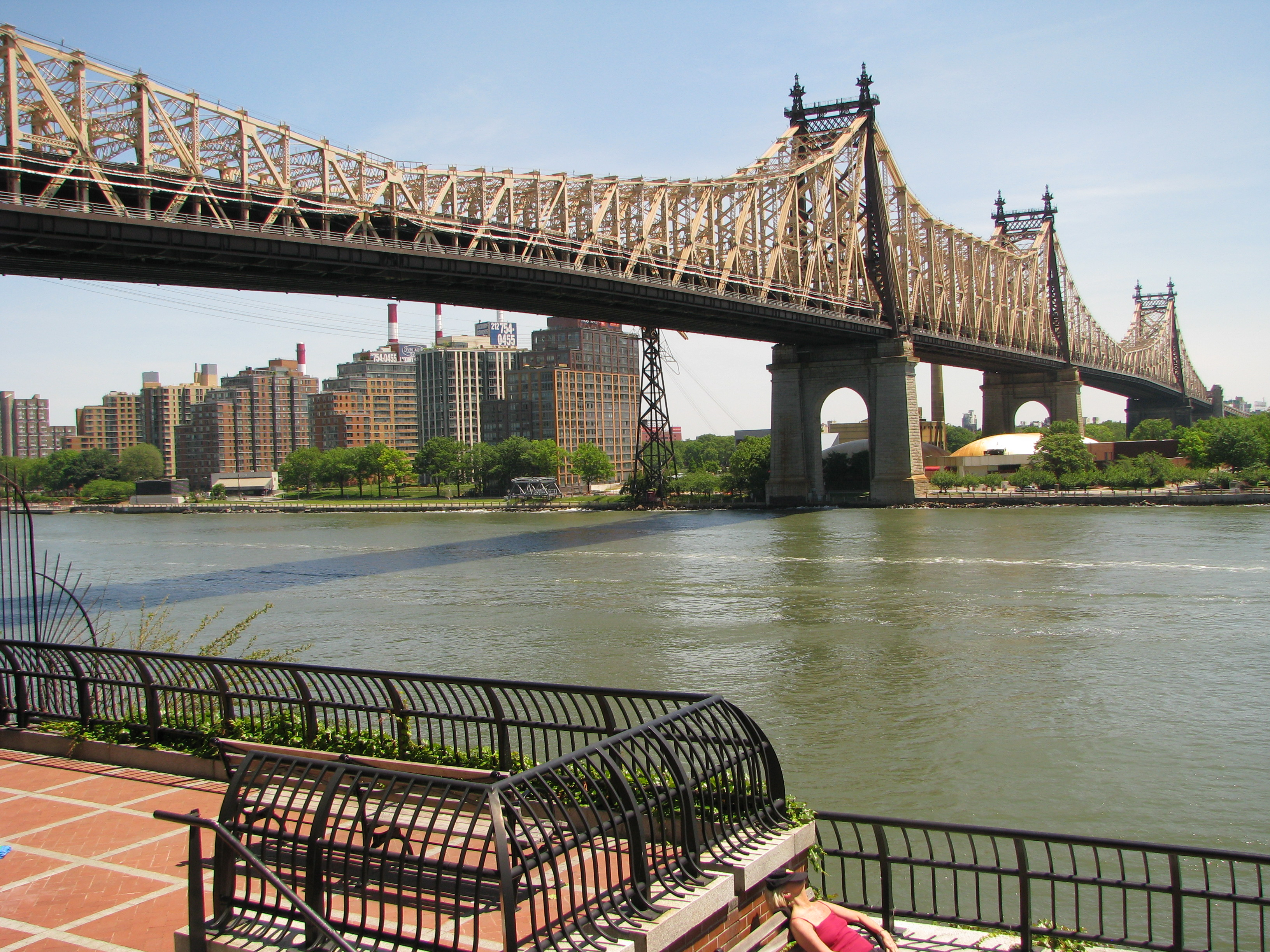
Le pont de Queensboro, que l'on peut voir dans un célèbre plan de Manhattan.

Manhattan sera l'œuvre de la confirmation et marquera probablement l'apogée du « style Allen ». Le film est en tout cas considéré par beaucoup de critiques comme sa meilleure œuvre. Tourné en noir et blanc, il constitue un hommage à la ville — sa ville — de New York, véritable « personnage » central du film. Là encore, les rôles principaux représentent des intellectuels lettrés issus de classes sociales élevées. Toutefois, le regard posé sur cette classe est assez ambivalent, critique autant que valorisant. Cet amour-haine des intellectuels new-yorkais (principalement) est par ailleurs une importante caractéristique de la plupart de ses films. Manhattan est sa cinquième collaboration avec l'actrice Diane Keaton. Il encourage également les débuts de la jeune Meryl Streep qui tient un second — mais très surprenant — rôle dans le film.
Entre Annie Hall et Manhattan, W. Allen écrit et dirige le mélancolique Intérieurs (Interiors) dans le style du réalisateur suédois Ingmar Bergman. Ce film est annonciateur d'une période dans l'œuvre d’Allen, au cours des années 1980, essentiellement marquée par l'influence des metteurs en scène européens tels que Fellini. Tous ses films à cette époque, y compris les comédies, seront marqués d'une touche sombre et philosophique, à l'image de September et Stardust Memories.

« Depuis toujours, je suis tenté par le drame, mais la comédie était mon point fort. Seulement, quand vous faites une comédie, il y a un monstre sur votre épaule, qui vous harcèle : “Sois drôle ! Ne les ennuie pas !” Le sérieux est plus relaxant. »

### 1981-1997: deComédie érotique d'une nuit d'étéàHarry dans tous ses états
Les années 1980 sont marquées par la rencontre avec Mia Farrow, sa nouvelle égérie. Elle apparaît dans tous ses longs métrages de 1982 avec Comédie érotique d'une nuit d'été à 1992 avec Maris et Femmes.
Les années 1990 constituent une décennie d'essais ou d'hommages sans véritable ligne de conduite. Ainsi, avec Ombres et Brouillard (Shadows and Fog) (1991), il rend hommage aux expressionnistes allemands. L'année suivante, il combine suspense et comédie noire pour réaliser Meurtre mystérieux à Manhattan (Manhattan Murder Mystery). Le meurtre et ses préparatifs sont pour lui un sujet relativement intéressant pour dépeindre les différentes facettes de ses personnages, ainsi :

« L'homicide est un sujet passionnant parce qu'il permet d'explorer à fond la faiblesse humaine et le sentiment de culpabilité. »

En 1994, il revient à des sujets moins sombres avec Coups de feu sur Broadway (Bullets Over Broadway) qui lui vaudra une nouvelle nomination pour l’Oscar du meilleur réalisateur. Deux ans plus tard, sa comédie musicale Tout le monde dit I Love You (Everyone Says I Love You) apparaît comme plus accessible et remporte un vif succès auprès du public. Là encore, il se retrouve en course pour les Golden Globe Awards et pour les Césars. Entre ces deux derniers films, W. Allen a également réalisé le surprenant, par sa construction, Maudite Aphrodite (Mighty Aphrodite) où ses éternels intellectuels new-yorkais croisent la route de personnages plus simples (une ancienne actrice porno et un boxeur « bas de plafond ») ainsi que des héros des tragédies grecques.
En 1997, paraît Harry dans tous ses états (Deconstructing Harry), sans aucun doute le plus « allénien » de tous ses films. Ce long métrage nous plonge dans une histoire complexe. Allen livre un scénario entrecoupé de sketches qui participent à l'histoire globale pour aboutir à la rencontre d'un florilège de personnages divers qui, rassemblés, ne forment plus qu'un, Harry. On y retrouve tous les thèmes majeurs de l'œuvre d'Allen. Il signe ici une parodie de sa propre existence et de ses propres difficultés avec originalité et humour.
La rupture de Woody Allen et Mia Farrow intervient sur fond de scandale, la comédienne ayant découvert qu'il détenait des photos de sa fille adoptive Soon-Yi Previn entièrement dévêtue[réf. nécessaire]. Il se marie avec cette dernière en 1997. La même année, Miramax le renvoie à la suite des échecs financiers consécutifs de Nuits de Chine, Maudite Aphrodite et Tout le monde dit I Love You. Allen est tout de suite engagé par Fine Line Features chez qui il va enchaîner les succès, notamment Accords et Désaccords, Escrocs mais pas trop et Hollywood Ending.

### 1998-2004: deCelebrityàMelinda et Melinda
Comme pour Coups de feu sur Broadway (avec John Cusack), en 1998 dans Celebrity Allen confie son personnage à un autre acteur, ici Kenneth Branagh. Tourné en partie en noir et blanc, avec des acteurs inhabituels (Leonardo DiCaprio, Melanie Griffith entre autres), les événements s'enchaînent à une vitesse incroyable dans une histoire une fois de plus très complexe, impliquant une foule de personnages. Leur incapacité à communiquer les bloque dans une position de spectateurs de leur propre vie. Ce film, tout en gardant un style très « allénien », peut apparaître, par certains côtés, comme surprenant dans l'œuvre de l'artiste.
L'année suivante, avec Accords et Désaccords (Sweet and Lowdown), il rend une fois de plus hommage à l’une de ses passions : le jazz. Construit comme un documentaire biographique, ce film traite d'un guitariste fictif dans un univers musical bien réel où l'on croise et recroise la route du plus célèbre des manouches : Django Reinhardt.
Entre 2000 et 2003, Allen retourne à la pure comédie de ses débuts. Il livre Escrocs mais pas trop (Small Time Crooks), Le Sortilège du scorpion de jade (The Curse of Jade Scorpion), Hollywood Ending et La Vie et tout le reste (Anything Else). Le public le suit moins et les critiques sont parfois féroces.

### 2005-2013: deMatch PointàBlue Jasmine

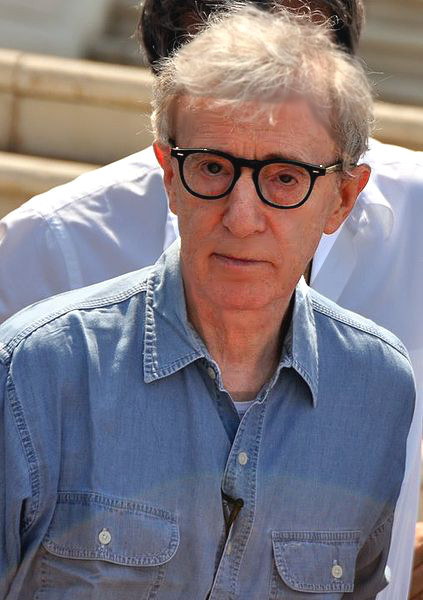
Au festival de Cannes 2011, lors de la présentation de Minuit à Paris.

La décennie est marquée par les incursions de Woody Allen hors des États-Unis pour tourner ses films.
En 2005, le réalisateur quitte New York pour tourner Match Point à Londres avec Jonathan Rhys-Meyers et Scarlett Johansson. La critique est en général positive, le public nombreux. Le film vaut plusieurs nominations aux Oscars, Golden Globes et Césars. Woody Allen dira dans une interview avec le magazine Première qu'il s'agit de son meilleur film. Le scénario est très fortement inspiré d’Une place au soleil de George Stevens (1951), certaines scènes étant quasiment identiques.
En 2006, Allen tourne de nouveau avec Scarlett Johansson. Scoop, son deuxième film londonien, reçoit des critiques mitigées. Une troisième œuvre londonienne arrive en 2007, Le Rêve de Cassandre (Cassandra's Dream), avec Colin Farrell et Ewan McGregor.
Woody Allen poursuit son périple européen et rejoint l'Espagne pendant l'été pour tourner Vicky Cristina Barcelona avec Scarlett Johansson, Penélope Cruz, Javier Bardem et Rebecca Hall. Le film est présenté lors du festival de Cannes 2008 puis sort progressivement dans le monde à partir de l'été de la même année.

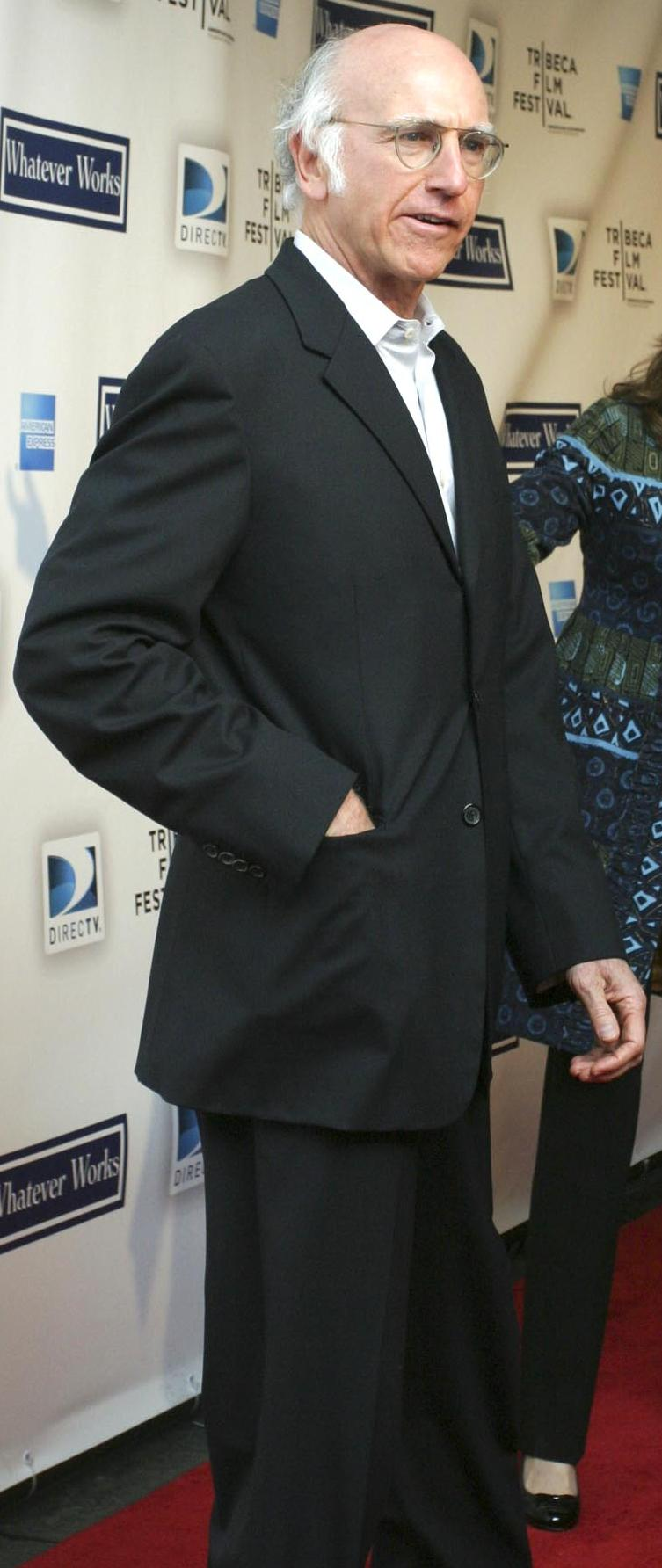
Son alter-ego Larry David à la première de Whatever Works, en mai 2009.

2009 voit le retour de Woody Allen à New York avec Whatever Works avec Larry David et Evan Rachel Wood au générique. Le scénario du film date des années 1970 et avait été rédigé spécifiquement pour Zero Mostel, mort l'année de la sortie de Annie Hall. À l'occasion de la sortie de Whatever Works, Allen confie au cours d'une interview qu'il considère n'avoir jamais réalisé un « grand film ».
Le retour en terre américaine est bref puisqu'il tourne son film suivant à Londres : Vous allez rencontrer un bel et sombre inconnu (You Will Meet a Tall Dark Stranger), de nouveau présenté à Cannes hors compétition. Le film suivant, Minuit à Paris, est tourné durant l'été 2010 à Paris et Giverny, avec Marion Cotillard, Rachel McAdams, Michael Sheen, Owen Wilson, Léa Seydoux et Kathy Bates (déjà aperçue dans Ombres et Brouillard). Le film a été présenté en ouverture du festival de Cannes 2011. En 2012, il est récompensé par l'Oscar du meilleur scénario original. Minuit à Paris est le plus important succès au box-office mondial de la carrière de Woody Allen. To Rome with Love est tourné à Rome pendant l'été 2011 et pour la première fois depuis 2006, il y est également acteur. Blue Jasmine est tourné durant l'été 2012 à San Francisco et à New York. Au générique figurent, entre autres, Cate Blanchett, Sally Hawkins et Alec Baldwin. À l'automne 2012, il tourne en tant qu'acteur pour John Turturro dans Apprenti Gigolo, tout en participant à l'amélioration du scénario.

### 2014-2019: deMagic in the MoonlightàUn jour de pluie à New York
Magic in the Moonlight est tourné durant l'été 2013 dans le sud de la France, Emma Stone et Colin Firth en sont les acteurs principaux. L'Homme irrationnel est tourné durant l'été 2014 dans le Rhode Island, avec Emma Stone et Joaquin Phoenix. Le film est projeté hors-compétition au festival de Cannes 2015 avant une sortie américaine durant l'été 2015. Quant à Café Society, il s'agit d'un film situé dans les années 1930, le casting réunissant Parker Posey, Blake Lively, Jeannie Berlin, Gregg Binkley, Jesse Eisenberg, Kristen Stewart, Steve Carell (qui remplace au pied levé Bruce Willis qui quitte le projet alors que le tournage a déjà débuté) et Corey Stoll (qui avait incarné un Ernest Hemingway dans Minuit à Paris). Le film est présenté au festival de Cannes 2016 hors-compétition.
Le 13 janvier 2015, Amazon annonce avoir commandé à Woody Allen une saison complète d'une série télévisée, composée de six épisodes de 25 minutes ; il n'y aura a priori pas de suite. « Je ne sais pas comment je me suis mis là-dedans. Je n'ai aucune idée et je ne sais pas par où commencer. À mon avis, Roy Price [vice-président d'Amazon Studios] va le regretter », a commenté Woody Allen. Intitulée Crisis in Six Scenes, cette comédie se situe dans les années 1960 et Miley Cyrus en est l'héroïne. Elaine May et Woody Allen jouent également dedans et la diffusion est assurée le 30 septembre 2016.
Durant l'été 2016, Woody Allen tourne à New York son 48e long métrage, Wonder Wheel, dont l'action se situe dans les années 1950, avec Kate Winslet et Justin Timberlake dans les rôles principaux. Le film sort en décembre 2017 et constitue l'un de ses plus grands échecs commerciaux. Pris dans le tourment de l’affaire Weinstein, le cinéaste doit se prononcer. En décidant de soutenir le producteur devenu paria à Hollywood, Woody Allen s'attire les foudres des mouvements MeToo et Time's Up. La même année, sa fille adoptive, Dylan Farrow, réitère ses accusations, datant de 1997, selon lesquelles elle aurait été violée enfant par celui-ci, et demandant au monde du cinéma pourquoi le mouvement MeToo semble épargner son père adoptif. Très vite l'accusation enflamme les réseaux sociaux et beaucoup d'artistes annoncent ne plus vouloir travailler avec lui. Parmi eux figurent Greta Gerwig, Marion Cotillard, Timothée Chalamet, Natalie Portman, Owen Wilson, Steve Carell et Justin Timberlake, entre autres. Cependant, il reçoit le soutien des acteurs Penélope Cruz, Javier Bardem ou Scarlett Johansson.
Le film suivant est tourné à New York en septembre-octobre 2017, avec Timothée Chalamet, Selena Gomez, Rebecca Hall et Elle Fanning. Le titre est dévoilé très tôt (ce qui est très rare chez Woody Allen) : Un jour de pluie à New York. Fin août 2018, Amazon annonce qu'il n'y a toujours pas de date de sortie prévue (que ce soit en salle ou directement en VoD).
L'été 2018 est le premier depuis plus de trente ans où Allen n'a pas de projet ni de tournage en prévision, même s'il déclare que malgré ce coup d'arrêt, il continuera à écrire. Neuf mois après l'arrêt de la diffusion de son dernier film par Amazon, les studios Mars Films annoncent avoir pris en charge la sortie du film en Europe. Le film sort finalement en Europe et est un succès critique. Il est sélectionné au Festival de Deauville, ce qui dérange les mouvements MeToo et Time's Up.
Quoi qu'il en soit, Woody Allen annonce mettre en chantier son 50e long métrage, intitulé Rifkin's Festival, dont le casting se compose principalement de Christoph Waltz, Gina Gershon, Sergi López et de l'acteur français Louis Garrel. Le tournage commence en juillet 2019 à Saint-Sébastien en Espagne. À nouveau, ce projet divise le milieu du cinéma,. Mais en mars 2020, Woody Allen annonce que la post-production du long-métrage est annulée en raison de la pandémie de coronavirus qui sévit dans le monde. Il s’ajoute ainsi à la longue liste des films en préparation annulés.

### Depuis 2020: Fin de carrière au cinéma?

#### Difficile publication de ses mémoires:Soit dit en passant
En janvier 2020, Woody Allen annonce qu'il a écrit ses mémoires et qu'il va les publier très prochainement. La maison d'éditions Hachette est alors censée publier le livre, intitulé Soit dit en passant (A propos of Nothing, en version originale), via la filiale Grand Central Publishing. Cependant, l'annonce de cette parution crée la polémique. Ronan Farrow, le fils officiellement biologique du réalisateur, fait part de son désaccord avec la maison d'éditions, qui avait publié son enquête sur les abus sexuels et harcèlements dans le cinéma pendant l'affaire Weinstein,. Des manifestations dont celles des employés de la maison Hachette ont lieu aux États-Unis pour condamner la sortie du livre et appuyer la décision de Mia et Ronan Farrow de ne plus collaborer avec le groupe Hachette. Dans ce contexte, celui-ci renonce à publier les mémoires du réalisateur et des personnalités critiquent l'attitude de Hachette, dont l'écrivain Stephen King.
Les mémoires sortent tout de même aux États-Unis en mars 2020, dans une petite librairie indépendante. Malgré la polémique, le récit autobiographique de Woody Allen est un succès littéraire. Dans son livre, le réalisateur retrace son enfance, ses débuts de comique mais également sa rupture compliquée avec l'actrice Mia Farrow, son mariage avec Soon-Yi Previn, les accusations dont il fait l’objet et les critiques reçues après son soutien à Harvey Weinstein. Il revient notamment sur le tournage d’Un jour de pluie à New York, lors duquel Timothée Chalamet a décidé de se désolidariser de son travail au moment où ce dernier a appris qu'il serait nommé à l'Oscar du meilleur acteur pour Call Me by Your Name. Il évoque aussi ses expériences avec l'actrice Emma Stone, qui fut sa muse pendant longtemps, tout comme Diane Keaton, Greta Gerwig ou Scarlett Johanson avant elle. En France, le livre paraît en 2020 sous le titre Soit dit en passant, publié par les éditions Stock,.
L'année suivante, une mini-série documentaire nommée Allen Vs Farrow, commandée par HBO et OCS, sort et crée à nouveau la polémique. Composée d'interviews du clan Farrow (excepté celle de Moses qui prend la défense d'Allen, et de Soon-Yi, l'épouse du cinéaste), de témoins et d'extraits audio du livre Soit dit en passant, la série documentaire revient sur les accusations visant Woody Allen. Bien accueillie outre-Atlantique, la presse est plus mitigée en Europe et particulièrement en France. Pris à nouveau dans la tourmente, l'actrice Kate Winslet, qui l'avait soutenue lors de la sortie de Wonder Wheel, revient sur ses déclarations regrettant ainsi sa position,, quand Soon-Yi prend sa défense et tient à donner sa version des faits,.

#### Derniers films:Rifkin's Festivalet son50efilm
Son film suivant, qui est à nouveau une comédie romantique et se situe durant le festival de San Sébastian nommé Rifkin's Festival, connaît quelques complications du fait que Woody Allen est désormais un réalisateur controversé. S'ajoute à cela un tournage compliqué, car le cinéaste a du mal à constituer une distribution du fait de son statut. Néanmoins, il arrivera à finalement s'attacher les services de Wallace Shawn son fidèle comparse, de Gina Gershon, de l'actrice espagnole Elena Anaya, ainsi que des européens Louis Garrel et Christoph Waltz. Mais à nouveau, le film doit faire face à des imprévus avec la pandémie de coronavirus qui fait décaler le film à septembre 2021 avant d'être reporté une seconde fois en salles en juillet 2022 presque partout en Europe (en Belgique, par exemple, le film est bien sorti en août 2021).
Tandis qu'il boucle la post-production de Rifkin's Festival, de nouvelles rumeurs courent sur le projet suivant du cinéaste, certains disant que le film se tournera en France. Les rumeurs courront ainsi pendant deux ans avant qu'elles ne soient ni affirmées ni démenties par le cinéaste et son équipe. En juin 2022, au cours d'une interview livrée à l'acteur Alec Baldwin, rare soutien hollywoodien du cinéaste, ce dernier confirme les rumeurs. Woody Allen annonce qu'effectivement son prochain projet sera tourné en France, et plus particulièrement qu’il déposera ses caméras pour la seconde fois à Paris. Un autre de ses films, sorti dix ans plus tôt : Minuit à Paris, avait déjà vu le jour là-bas. Dans ce cadre, le cinéaste s'installe avec son épouse et ses enfants dans la capitale française.
Toujours très mystérieux, il confirme avoir déjà bouclé la distribution et confie que ce 50e film, Coup de chance, sera dans la même veine que Match Point soit un thriller noir. Dès son annonce, le projet fait beaucoup parler car ce sera le premier film du cinéaste entièrement tourné dans la langue de Molière et ce pourrait être son dernier film en tant que réalisateur. Effectivement, Woody Allen confie durant son entretien à Alec Baldwin son envie de mettre un point final à sa carrière de réalisateur, fatigué des polémiques et ayant perdu l'envie de faire des films, préférant se consacrer à la mise en scène de pièces pour le théâtre. La date de sortie du film, Coup de Chance, avec Lou de Laâge, Melvil Poupaud, Niels Schneider et Valérie Lemercier, est fixée au 27 septembre 2023 en France. C'est son premier film tourné intégralement en français.
Juin 2022 est un autre jalon dans l'œuvre d'Allen : il sort son cinquième recueil de nouvelles, Zero Gravity (dont la traduction en français sortira en septembre 2023, chez Stock, sous le titre Zéro Gravité), le dernier datant de 2007.

### Autres activités

#### Théâtre
Woody Allen a écrit plusieurs pièces de théâtre. Paradoxalement, il ne s'est mis à la mise en scène de ses pièces qu'en 2003 avec Writer's Block (littéralement : « le blocage de l'écrivain » évoquant la panne d'inspiration ; c'est sous ce titre qu'en 2003 il a mis en scène les deux pièces en un acte Riverside Drive et Old Saybrook). L'autre mise en scène due à Woody Allen lui-même eut lieu en 2004 pour Second Hand Memory. Sans compter les sketchs qu'il a écrits pour la revue From A to Z (en) (Broadway, 1960) et ceux qui composent son propre spectacle de stand up (1964-1968) ; la liste des pièces écrites et publiées de Woody Allen est la suivante :
- 1966 : Don't Drink the Water (en), qui donnera lieu à un film du même nom tourné en 1969 et un téléfilm, réalisé en 1994 par Woody Allen (en français, Nuits de Chine).
- 1969 : Play It Again, Sam (en), pièce dans laquelle Woody Allen joue le rôle-titre, dans une mise en scène de Joe Hardy ; la pièce a été adaptée pour le cinéma en 1972 par Herbert Ross avec également Woody Allen (en français, Tombe les filles et tais-toi). Adaptation en français en 1976 sous le titre Une aspirine pour deux par Francis Perrin au théâtre du Gymnase Marie-Bell.
- 1975 : Death (inédit en français), pièce qui, remaniée, donnera lieu au film Ombres et Brouillard en 1991.
- 1975 : God. Adapté en français sous le titre Dieu, Shakespeare et moi[g] en 1985 au théâtre de la Porte-Saint-Martin avec Rufus et Pierre Richard.
- 1981 : The Floating Light Bulb, mis en scène à Broadway par Ulu Grosbard. Adaptation française en 1994 sous le titre L'Ampoule magique, par Attica Guedj et Stephan Meldegg, lequel a aussi assuré la mise en scène de cette pièce créée au Théâtre La Bruyère.
- 1995 : Central Park West, comédie en un acte créée à New York au sein du spectacle Death Defying Acts, mis en scène par Michael Blakemore (regroupant trois pièces en un acte, les deux autres étant l'œuvre d'Elaine May et de David Mamet).
- 2003 : Riverside Drive et Old Saybrook, jouées au sein du spectacle Writer's Block, dans une mise en scène de Woody Allen.Trois pièces sur le thème de l'adultère : Riverside Drive, Old Saybrook et Central Park West. Adaptation française en 2006 sous le titre Adultères au théâtre de l'Atelier à Paris.
- 2004 : Second Hand Memory, créée à New York en 2004, dans une mise en scène de Woody Allen. Adaptation française en 2007 par Sébastien Azzopardi, sous le titre Puzzle, au Théâtre du Palais-Royal à Paris, avec Michel Aumont, Anne Loiret, Sébastien Azzapardi, Gérard Lartigau, Geneviève Fontanel, Julie De Bona et Marie Le Cam.
- 2011 : Honeymoon Motel, joué à Broadway en octobre 2011[48] au sein du spectacle Relatively Speaking, mis en scène par John Turturro (regroupant trois pièces en un acte, les deux autres étant l'œuvre d'Elaine May et de Ethan Coen)[49].

Au-delà de cette liste, on sait qu'Allen a dans ses cartons des textes de pièces totalement inédites (comme la pièce The Jazz Baby, qu'il a remaniée pour faire le film Accords et Désaccords).

#### Opéra
En 2009, Woody Allen a mis en scène Gianni Schicchi de Giacomo Puccini à l'Opéra de Los Angeles.

#### Littérature
Outre les textes de ses scénarios et de ses pièces, Woody Allen est l'auteur de cinq livres composés sous forme de nouvelles, récits et réflexions, qui reprennent souvent des textes publiés ailleurs (entre autres dans The New Yorker), et de son autobiographie.
- Pour en finir une bonne fois pour toutes avec la culture (Getting Even, 1971).
- Dieu, Shakespeare et moi (Without Feathers, 1975).
- Destins tordus (Side Effects, 1980).
- L'erreur est humaine (Mere Anarchy, 2007).
- Soit dit en passant (Apropos of Nothing, 2020).
- Zéro Gravité (Zero Gravity, 2022).

#### Musique

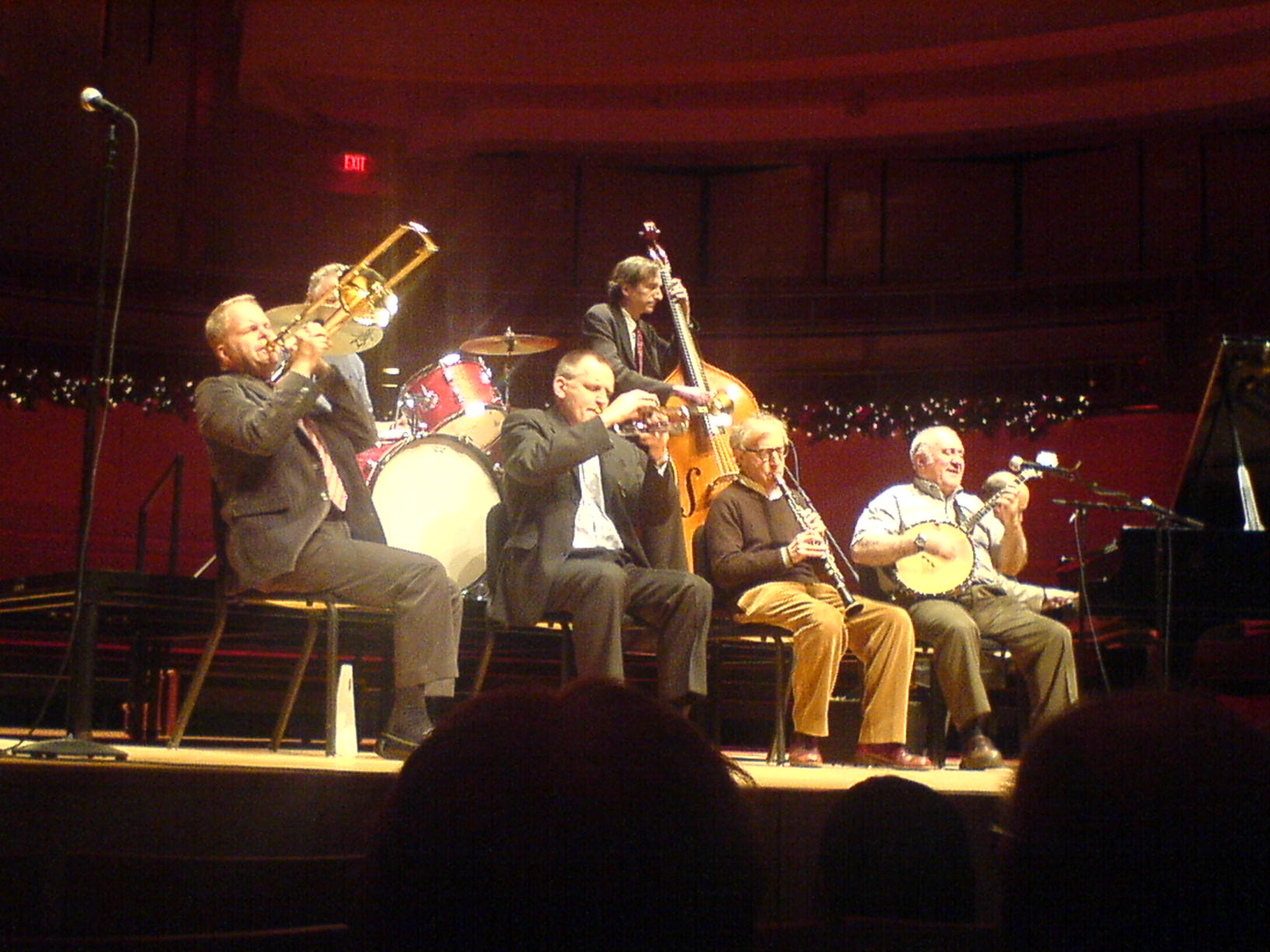
Woody Allen et son groupe, décembre 2006.

À 14 ans, Woody Allen a son premier coup de cœur pour Sidney Bechet, clarinettiste et saxophoniste de La Nouvelle-Orléans entendu à la radio. Il nourrit depuis ce jour une passion pour le jazz.
Il commence par étudier le saxophone, mais, peu doué pour cet instrument, il se tourne vers la clarinette,. Le prénom « Woody » qu’il s'est choisi vient d’ailleurs du prénom d’une de ses idoles, le clarinettiste Woody Herman, et il donnera le prénom Bechet à l'un de ses enfants adoptifs en hommage à Sidney Bechet.
Chaque lundi, Allen se produit au Carlyle Hotel de Manhattan avec son jazz band « New Orleans ». En tout, le groupe a sorti deux albums : The Bunk Project (1993) et la BO de Wild Man Blues (1997). En 1996, le groupe a effectué une tournée européenne qui a donné lieu à un documentaire intitulé Wild Man Blues. En décembre 2007, une nouvelle tournée les a conduits entre autres à Bruxelles, Luxembourg, Vienne, Paris, Budapest, Athènes, Lisbonne, Barcelone, Saint-Sébastien et La Corogne.
Woody Allen est fan du musicien uruguayen Alfredo Zitarrosa.

## Vie privée

### Famille

#### Unions

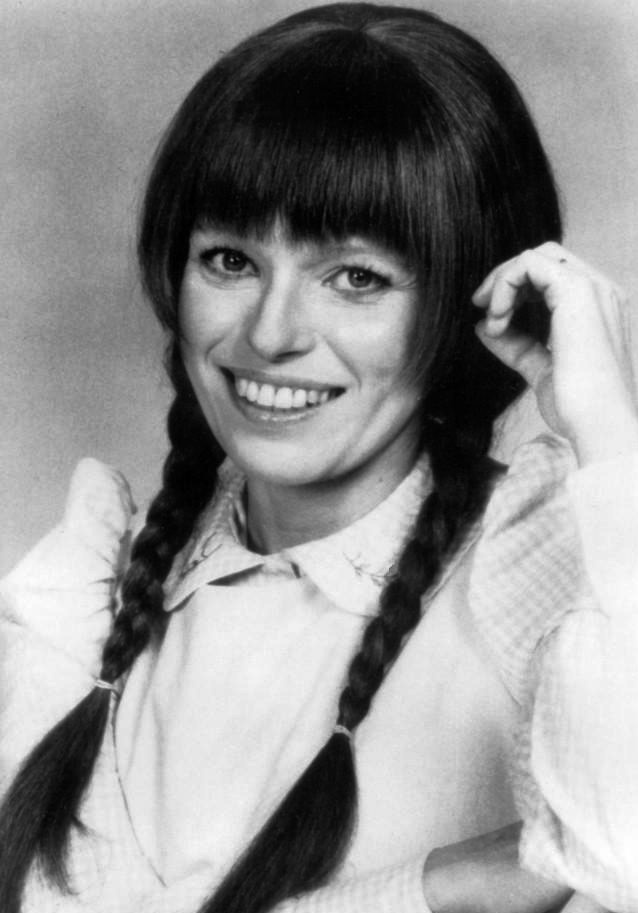
Louise Lasser costumée, 1976.

##### Harlene Rosen
Woody Allen se marie pour la première fois à l’âge de vingt ans en 1956 avec une jeune étudiante en philosophie de dix-sept ans, Harlene Rosen, qu'il avait connue dans un centre communautaire. Leur union dure six ans et se termine en 1959 par un procès pour diffamation à cause d'une blague douteuse d'Allen au sujet du viol de son ex-femme, ce qui n'a pas empêché Mme Rosen d'appuyer son ex dans sa guerre contre Mia Farrow.

##### Louise Lasser
Il épouse en 1966 Louise Lasser qui joue dans trois de ses films : Bananas, Tout ce que vous avez toujours voulu savoir sur le sexe (sans jamais oser le demander) et Prends l'oseille et tire-toi.
Le couple se sépare après trois ans de vie commune, en 1970.

##### Diane Keaton

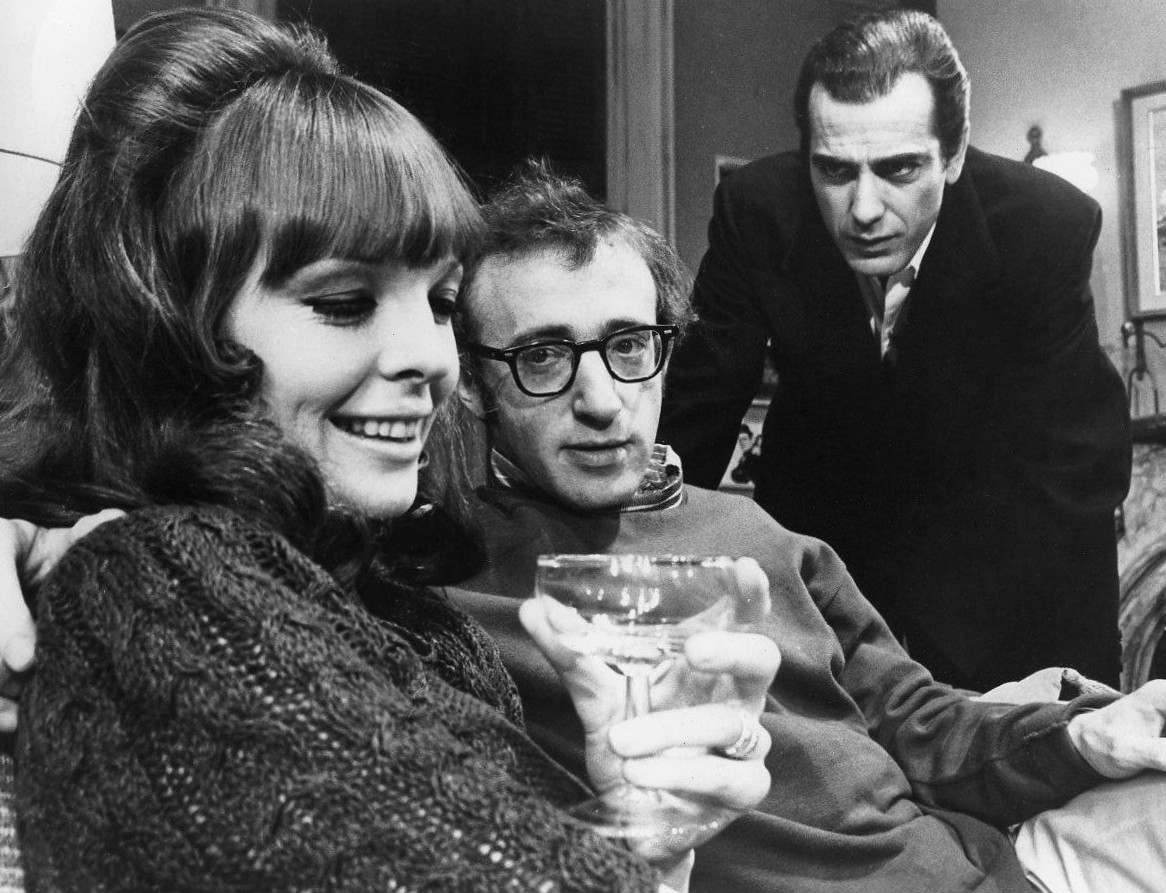
Diane Keaton, Woody Allen et Jerry Lacy, 1969.

Par la suite, il devient le compagnon de Diane Keaton pendant près de dix ans, rencontrée en 1968, la considérant comme une muse et la faisant jouer dans huit de ses films dont Annie Hall (le nom de naissance de Keaton est « Diane Hall »), Interiors ou Manhattan, dans les années 1970.
Jusqu'à nos jours, Keaton et Allen restent des amis proches, et Diane Keaton fait partie de ses soutiens.

##### Mia Farrow

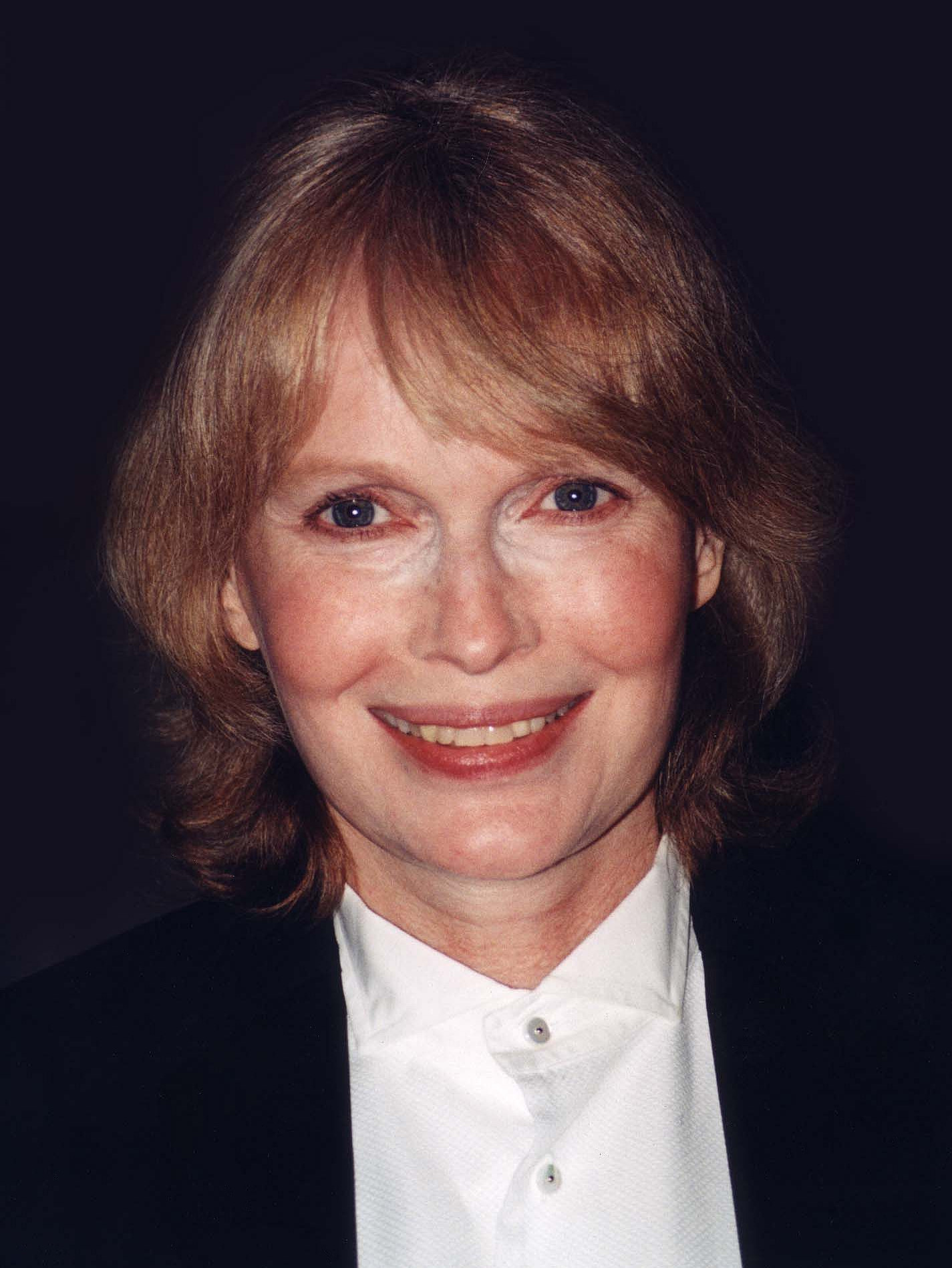
Mia Farrow, 1998.

Il partage ensuite douze ans de sa vie avec Mia Farrow à partir de 1979 et Allen la fait jouer dans treize de ses films, de 1982 à 1992.
Farrow a déjà sept enfants lors de leur rencontre : trois fils biologiques issus de son mariage avec le compositeur André Previn, trois filles adoptées (deux Vietnamiennes et une Sud-Coréenne, Soon-Yi Previn ), et un garçon sud-coréen adopté, (en) Moses Farrow (en). Bien que non mariés et ne vivant pas sous le même toit (mais habitant de part et d'autre de Central Park) à New York, ils adoptent une petite fille, Dylan, née en 1985. Ils ont également ensemble un enfant biologique, Satchel, né le 19 décembre 1987. Allen décide aussi d'adopter Moses, l'un des nombreux enfants de Mia (elle en adopte onze autres entre 1973 et 1995, soit quatorze enfants en tout).
Selon Allen, sa relation intime avec Mia Farrow a complètement cessé après la naissance de Satchel et on lui demande de rendre la clé de l'appartement ; ils entretiennent donc une relation de travail lorsqu'ils tournent un film, en n'étant que « des compagnons sociaux dans les occasions où il y avait un dîner, un événement ». Le couple se sépare définitivement en 1992.
Sur sa relation avec Mia Farrow, Allen dit : « Je suis sûr qu'il y a des choses que j'aurais pu faire différemment… Rétrospectivement, j'aurais dû probablement sortir de cette relation plus tôt que je ne l'ai fait ».

##### Soon Yi Previn

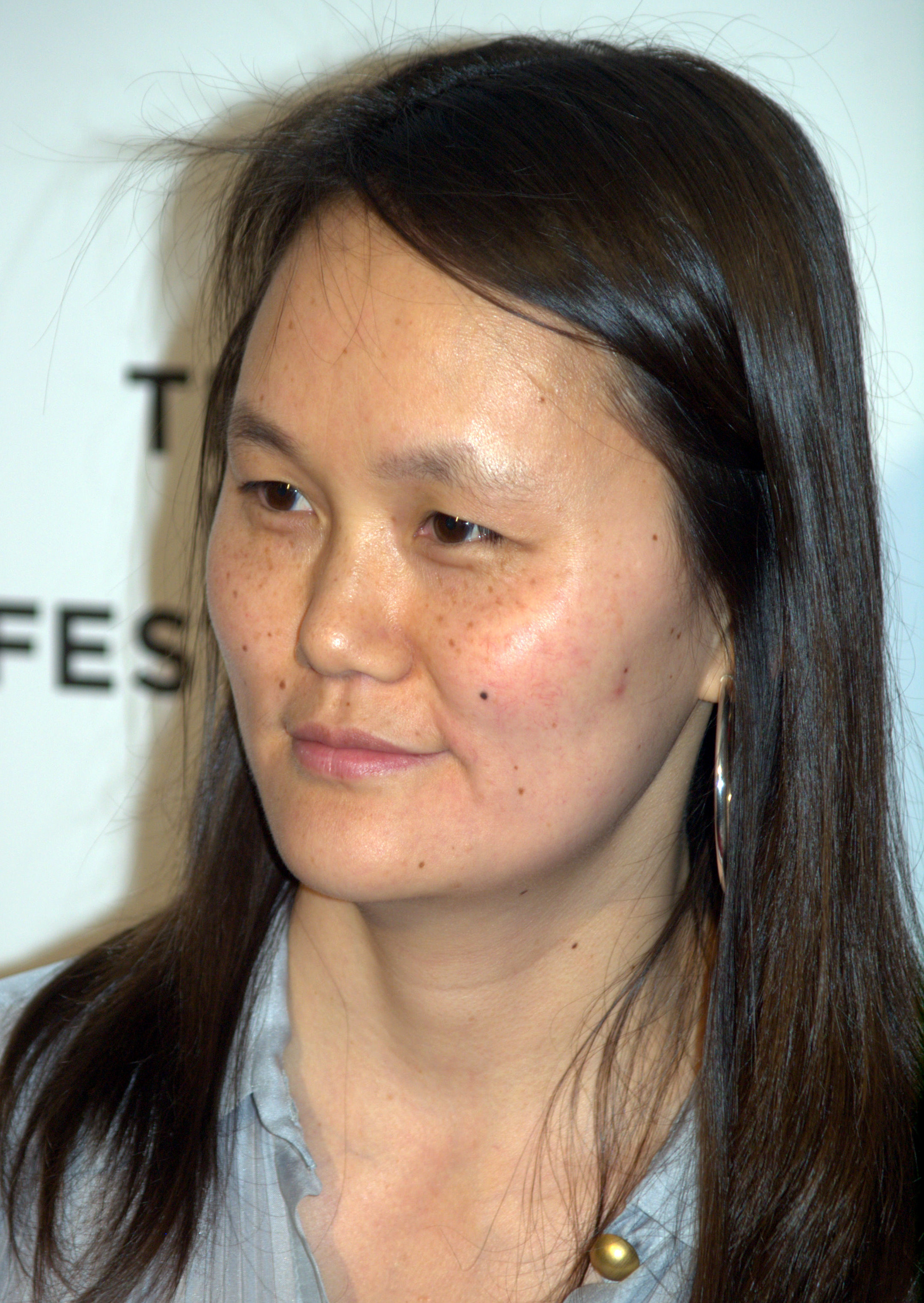
Soon Yi Previn (2009).

En 1992, Mia Farrow quitte Woody Allen après avoir découvert sa liaison avec la fille qu'elle a adoptée avec André Previn en 1977, Soon-Yi Previn, âgée alors de 22 ans. Allen détient notamment des photographies de la jeune fille entièrement dévêtue, qu'elle a découvertes. Dans une interview de la même année, Allen déclare : « Je ne suis pas le père ou le beau-père de Soon-Yi ». Une importante bataille judiciaire médiatisée s'engage concernant la garde de leurs trois enfants : Moses, Dylan et Satchel.
Woody Allen épouse Soon-Yi le 23 décembre 1997, à Venise.
Malgré les conséquences de ces événements sur sa réputation, Allen estime que le moment où Farrow a découvert son attirance pour Soon-Yi a été « un coup de chance dans [s]a vie… Ç'a été un tournant vers ce qu'il y avait de mieux ».

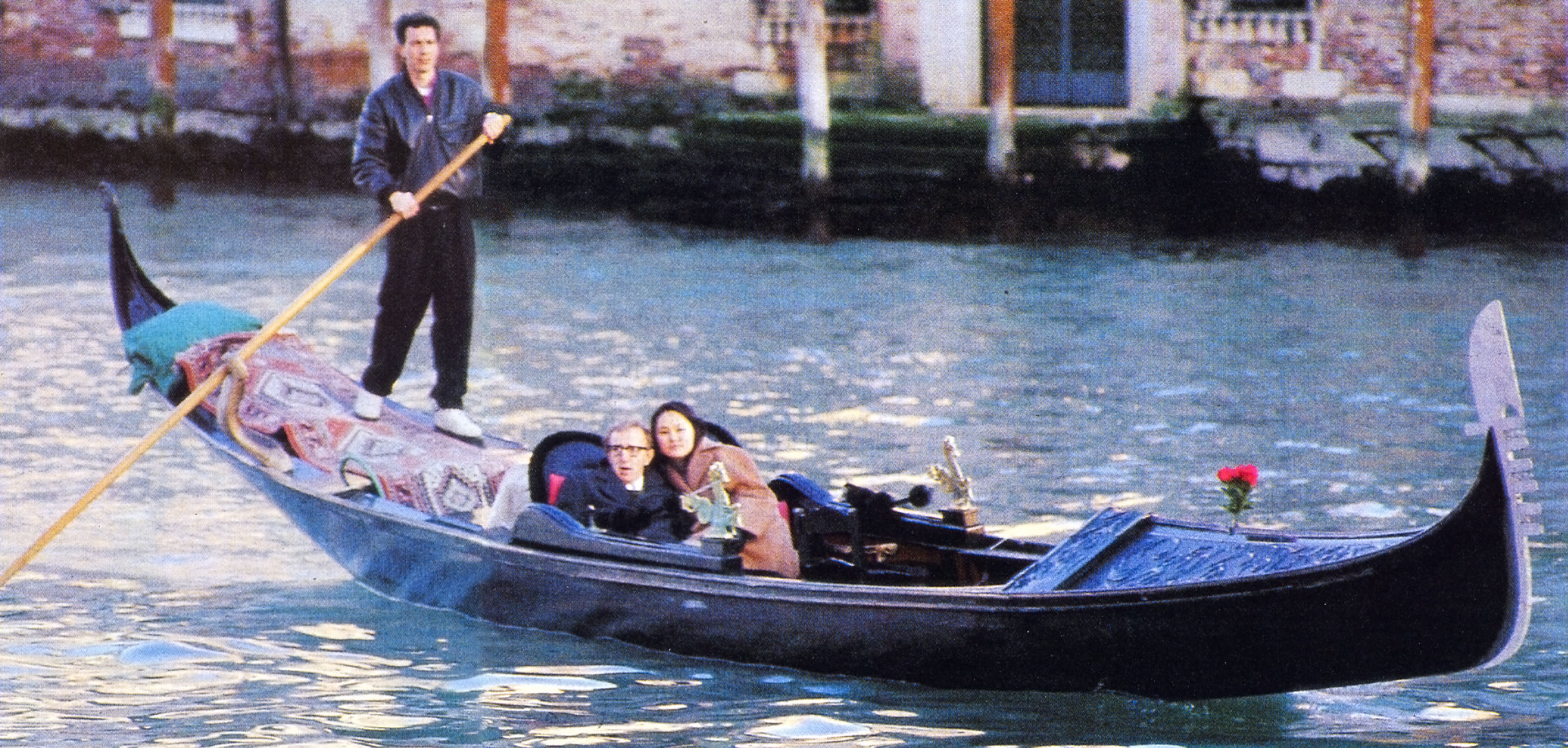
Woody Allen avec Soon-Yi Previn à Venise en 1996.

En 2011, il déclare à propos de sa relation avec Soon-Yi :

« Où était le scandale ? Je suis tombé amoureux de cette fille et je l'ai épousée. Nous sommes mariés depuis près de 15 ans maintenant. Il n'y avait aucun scandale, bien que tout le monde en ait parlé comme d'un scandale. Dans un sens, ça me plait, parce que lorsque je mourrai, j'aimerais pouvoir dire que j'aurai eu au moins un vrai gros scandale dans ma vie. »

Le couple adopte deux petites filles et vit dans la section Carnegie Hill de l'Upper East Side de Manhattan.

#### Enfants
En 1984, Mia Farrow et Woody Allen essaient de concevoir un enfant ensemble puis Farrow adopte une petite fille, Dylan Farrow, en juillet 1985. Bien qu'Allen n'ait pas été impliqué dans l'adoption, lorsque Dylan arrive, il assume un rôle parental envers elle et commence à passer plus de temps chez Farrow.
Le 19 décembre 1987, Farrow donne naissance à leur fils Satchel Farrow - prénom choisi par son père en hommage au sportif Satchel Paige. En 2013, Mia Farrow laisse entendre au magazine Vanity Fair que Satchel, qui n'a plus de contact avec son père depuis les accusations d'attouchements sur Dylan, et qui a abandonné son prénom de naissance au profit de celui de « Ronan », pourrait être en fait le fils de Frank Sinatra, avec lequel elle avait été mariée de 1966 à 1968 et dont elle était restée proche. Ronan Farrow, pour sa part, entretient l'incertitude en écrivant sur son compte Twitter : « Écoutez, nous sommes tous “peut-être” le fils de Frank Sinatra »,. Barbara Marx, dernière épouse du chanteur (de 1976 à sa mort en 1998), estime que ces allégations n'ont aucun fondement (le chanteur avait de fait 72 ans à la naissance de l'enfant). Avec sa mère, Ronan Farrow avait néanmoins assisté aux funérailles du chanteur en 1998, à Beverly Hills. Un porte-parole de Woody Allen explique que le cinéaste ne souhaite pas réagir car l'article de Vanity Fair, magazine qui serait gagné à la cause de Mia Farrow, est « faux et absurde ».
Allen décide d'adopter Moses Farrow (en), un des fils adoptifs de Farrow. Bien que séparé de leur mère en 1992, Allen rend régulièrement visite à ses trois enfants Moses, Dylan et Satchel.
En 1991, Farrow veut adopter un autre enfant. Selon une audience de garde de 1993, Allen lui dit qu'il ne s'opposerait pas à une autre adoption tant qu'elle accepterait son adoption de Dylan et Moses - adoption finalisée en décembre 1991. Le biographe d'Allen écrit dans le New York Times qu'Allen est alors « là avant qu'ils [les enfants] ne se réveillent le matin, il les voit pendant la journée et il les aide à se coucher la nuit ».
En 1997, Farrow obtient la garde exclusive des enfants et Allen perd ses droits de visite sur ses enfants Dylan et Moses, et ne peut plus voir son fils Satchel que sous surveillance.
Après le mariage de Woody Allen avec Soon Yi Previn, en 1997, le couple adopte deux enfants : Bechet Dumaine (ainsi prénommée en hommage au clarinettiste Sidney Bechet) et Manzie Tio (en hommage à Manzie Johnson, batteur dans le groupe de Bechet).

#### Divers
Woody Allen parle français et est végétarien. Il adore Venise et a contribué à collecter des fonds pour rebâtir La Fenice, détruite par un incendie en 1996.
En janvier 2018, après avoir eu accès à de nombreuses archives de travail de Woody Allen, le journaliste Richard Morgan, dans un article publié dans le Washington Post, écrit à propos de l'œuvre du réalisateur que « ses créations sont marquées par de nombreuses influences esthétiques, ainsi qu'une obsession pour les jeunes filles ». Circonspect à propos de cette enquête, Le Figaro constate que « En piochant dans ces archives qui couvrent 57 ans de carrière, le journaliste multiplie les exemples à charge, sans que l'on connaisse les réelles intentions de Woody Allen quant à ses écrits ».
Woody Allen considère Les Affranchis de Martin Scorsese comme un de ses films préférés. Il ne permet pas que ses films soient remontés pour les diffusions par les compagnies aériennes ou les chaînes de télévision. Le cinéaste est très critique sur son propre travail et admet qu'il n'a jamais revu ses propres réalisations. Il ne possède pas d'ordinateur et écrit ses scénarios sur une machine à écrire.
Ses névroses incluent : l'arachnophobie, l'entomophobie (insecte), l'héliophobie (soleil), la cynophobie, l'acrophobie, l'agoraphobie, la carcinophobie (cancer), la thanatophobie et la mysophobie. Il admet également avoir peur des salles de bains dans les hôtels[réf. nécessaire].
Il est fan de longue date et détenteur d'abonnement des Knicks de New York, l'équipe de basket-ball de la ville.
Lors de la campagne pour l'élection présidentielle américaine de 2016, il soutient Hillary Clinton.

## Démêlés judiciaires

### Accusations d'abus sexuels par attouchement sur mineur
Peu après le conflit sur la garde des enfants d'Allen et Farrow, Allen est accusé d'abus sexuels par attouchements qui auraient eu lieu le 4 août 1992 sur leur fille adoptive Dylan, alors âgée de sept ans, dans la maison Farrow de Bridgewater,. Mia Farrow engage l'avocat Alan Dershowitz pour proposer à Woody Allen de résoudre l'affaire sans aucune divulgation publique mais Allen rejette cette proposition,.
Si le juge chargé de l'instruction estime que la conduite du cinéaste est « extrêmement inappropriée » (par « attention excessive »), elle n'est, selon lui, « pas sexuelle »,,,. La nounou de l'enfant abonde dans ce sens, et rapporte à l'inverse plusieurs évènements suggérant une possible manigance de Mia Farrow. Ces accusations d’abus sexuel sont trouvées peu crédibles par deux équipes d’experts indépendants (Yale-New Haven Hospital et New York State Department of Social Services) spécialisés en abus sexuels et ayant enquêté plusieurs mois pour rendre leurs rapports (en mars 1993 pour l'un et en octobre 1993 pour l'autre),,,. L'hôpital de Yale pointe des incohérences dans les déclarations de Dylan et la présente comme une enfant rêveuse ayant du mal à distinguer le fantasme de la réalité. De ce fait, le procureur fédéral Frank Maco abandonne les accusations « pour épargner à l'enfant le traumatisme d'un témoignage dans le cadre d'un procès, malgré la présence de raisons suffisantes pour engager des poursuites ». Il conseille par ailleurs aux parents de tenir leurs enfants éloignés de Woody Allen. Stephen Gillers (en), professeur de droit à l'université de New York et expert en éthique juridique, critique le procureur fédéral qui violerait les droits constitutionnels d'Allen en ne le déclarant pas coupable, en ne le poursuivant pas (malgré ses doutes), pour le laisser ensuite se défendre seul dans la presse ; d'autres observateurs comme Slate relèvent également une incohérence entre de potentielles charges et l'absence de poursuites pour « préserver la victime ». Mia Farrow convient que c'était dans l'intérêt de sa fille.
Dans ses mémoires de 1997, What Falls Away, Mia Farrow répète l'accusation selon laquelle Allen a abusé sexuellement de Dylan et cette allégation est mentionnée dans plusieurs critiques du livre,. Elle finit par ailleurs par obtenir la garde exclusive des enfants la même année. Allen perd ses droits de visite sur ses enfants Dylan et Moses, et ne peut plus voir son fils Satchel que sous surveillance. En janvier 1994 puis en juillet 1995, Allen fait appel des décisions concernant la garde des enfants mais est débouté,. Dans sa déclaration, le juge admet que sa décision est prise bien qu'il convienne que l'allégation d'abus sexuel contre Allen n'a pas été prouvée.
En 2014, quelques semaines après que son père a reçu un Golden Globe d'honneur, Dylan Farrow, à présent majeure, réitère ses accusations d'agressions sexuelles, alors qu'elle avait 7 ans, et les précise,. L'année précédente, son oncle maternel, John Charles Villiers-Farrow qui avait pris parti pour elle, a été lui-même condamné pour abus sexuels sur enfants,,.
Woody Allen nie catégoriquement les accusations de Dylan, les considérant comme « fausses » et « honteuses »,. Le cinéaste considère que sa relation à Soon Yi a incité Farrow à concocter l'allégation d'agression sexuelle contre Dylan comme un acte de vengeance. Vingt ans après avoir témoigné contre lui et décidé alors de ne plus le voir, Moses Farrow devenu thérapeute familial prend publiquement la défense de son père adoptif : il rejette les accusations de sa sœur Dylan et affirme que celle-ci a été, comme lui, manipulée par leur mère.
Ce scandale resurgit en mai 2016, alors que débute le festival de Cannes, lorsque Ronan Farrow, fils de Farrow et Allen, qui avait 4 ans au moment des faits supposés, publie une tribune dans The Hollywood Reporter. Devenu avocat spécialisé dans les droits de l'homme, il y déclare notamment : « Je me souviens avoir été moi-même perturbé par le comportement de mon père : il allait dans le lit de ma sœur en pleine nuit et la forçait à lui sucer le pouce » et s'insurge contre ce qu'il considère comme une « culture du silence et de l'impunité » autour de cette histoire d'abus sexuel.
Lors de la cérémonie d'ouverture du festival de Cannes 2016 où est projeté en avant-première le dernier film d'Allen Café Society, le maître de cérémonie, Laurent Lafitte, choque le public par une blague déplacée à l'égard du cinéaste.
La polémique rebondit en janvier 2018, dans le contexte des révélations suivant le mouvement #MeToo et Dylan en appelle à la conscience de ce mouvement. Elle accuse à nouveau son père, bien qu'avec des modifications du récit de 1992 de Mia Farrow,. Moses Farrow apporte une nouvelle fois son soutien à Woody Allen dans un long post détaillant plusieurs faits innocentant son père ; il y décrit son initial soutien forcé à Mia Farrow comme la plus grosse erreur de sa vie,,. Ronan et Dylan Farrow rattachent quant à eux ce post à une campagne de dénigrement visant leur mère et organisée par Allen. En septembre 2018, Soon-Yi sort également de sa réserve dans un long témoignage auquel Ronan et Dylan répliquent immédiatement. Concomitamment, Mia Farrow est accusée d'abus et de maltraitances d'enfants par Moses et Soon-Yi, qui lui reprochent également de fausses allégations et un « lavage de cerveau » sur Dylan,. Le conflit reste ouvert.
Ayant déjà nié ces allégations injurieuses,,, Woody Allen semble réagir avec plus de détachement : « Je ne lis pas tout ça. C’était une fausse accusation mais un super matériau pour des articles de tabloïd… ».

#### Réactions extérieures

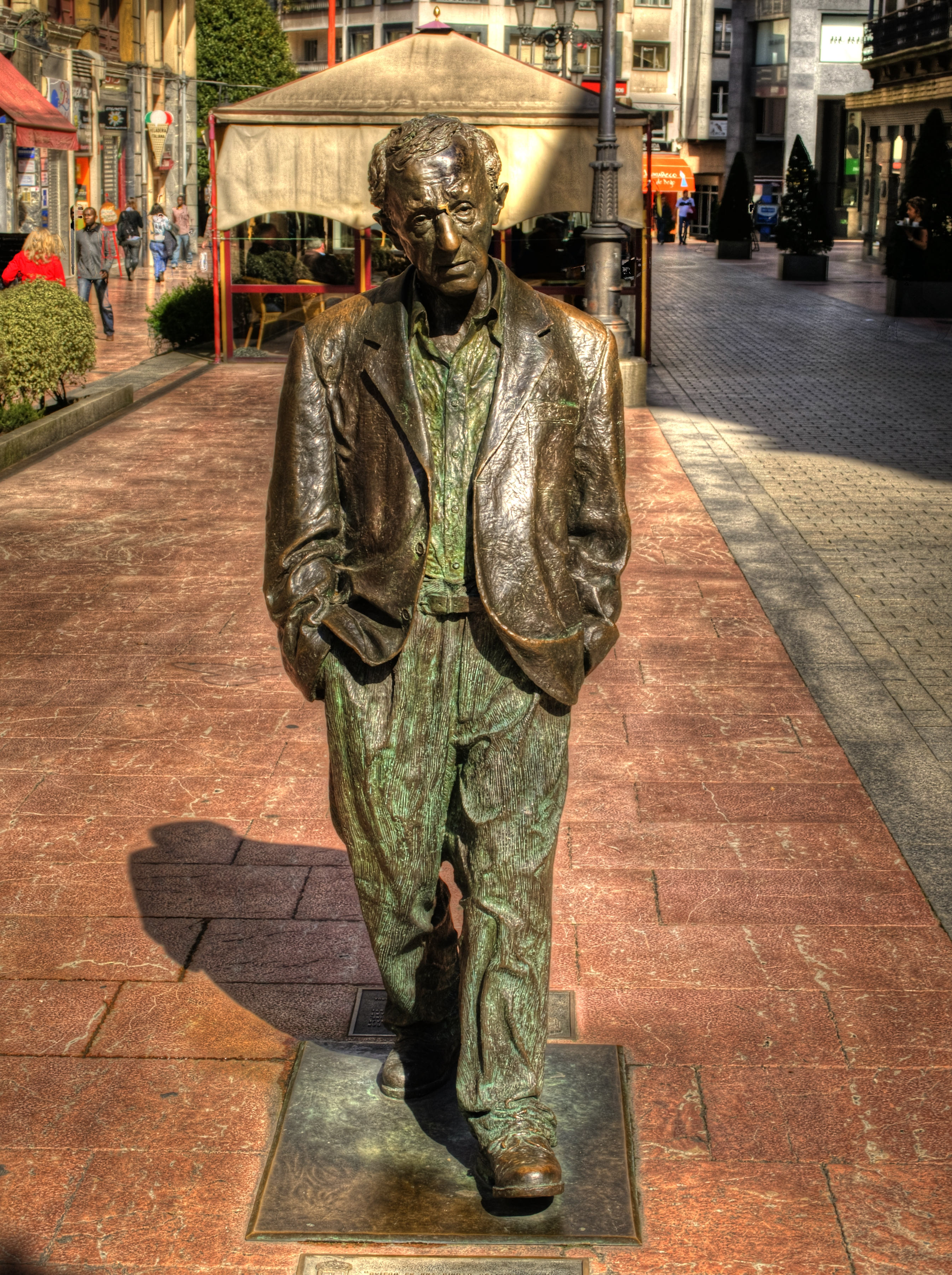
Statue de Woody Allen à Oviedo en Espagne

En 2018, le Goodspeed Opera House du Connecticut et le Circle Theatre à Grand Rapids dans le Michigan annulent leur adaptation du film d'Allen Bullets over Broadway (1994),.
La même année, une étudiante en théâtre à l'Université de Californie à San Diego (UCSD) organise une pétition en ligne pour qu'un cours sur les films d'Allen soit retiré du programme de l'UCSD, affirmant qu'en raison des allégations d'abus contre lui, l'université ne devrait pas avoir une classe consacrée à son travail. Le Sénat académique de l'UCSD annonce qu'il conservera ce cours.
Après la lettre ouverte de Dylan Farrow en 2014, plusieurs acteurs publient des déclarations critiquant Woody Allen, notamment Rosie O'Donnell, Lena Dunham, Sarah Silverman ou Susan Sarandon.
À la suite des mouvements MeToo, Time's Up et de l'éditorial de Dylan Farrow, un rassemblement de femmes en novembre 2017 brandit une banderole faisant référence à l'allégation, qui est accrochée autour du cou de la statue d'Allen à Oviedo en Espagne. Il est ensuite demandé que la statue soit enlevée,.
À partir d'octobre 2017, des déclarations soutenant Dylan Farrow ou exprimant des regrets d'avoir travaillé avec Allen sont publiées par Griffin Newman (en), Evan Rachel Wood, David Krumholtz, Mira Sorvino, Rebecca Hall, Timothée Chalamet, Rachel Brosnahan, Natalie Portman, Colin Firth, Hayley Atwell, ou Freida Pinto. Nombre d'acteurs affirment qu'ils ne travailleront plus avec Woody Allen, et Newman, Hall, Chalamet et Elle Fanning déclarent qu'ils feront don de leurs revenus du film d'Allen Un jour de pluie à New York (2018) à des œuvres caritatives. À noter que Rebecca Hall est revenue sur ses déclarations en 2024, exprimant des regrets quant à sa prise de position initiale.
Après l'avoir soutenu, Kate Winslet fustige violemment Allen. Michael Caine adopte pour sa part la position inverse,.
D'autres personnes expriment des sentiments mitigés : John Turturro, Greta Gerwig, Joaquin Phoenix, Jeff Daniels, Cherry Jones, Peter Sarsgaard, Chloë Sevigny ou Marion Cotillard.
Parmi les personnalités qui expriment leur soutien à Woody Allen, se trouvent Barbara Walters, Diane Keaton, Javier Bardem,, Jude Law, Alec Baldwin, Bill Maher, Scarlett Johansson, Emily Mortimer, Cate Blanchett, Alan Alda, Jeff Goldblum, Larry David ou Spike Lee.

## Filmographie
De 1965 à 2023, Woody Allen a :
- réalisé 55 films ou téléfilms : plus précisément, il y a 51 longs métrages dont 1 téléfilm Nuit de Chine (le plus court est Une autre femme, 78 minutes, et le plus long est Match Point, 124 minutes), 1 moyen-métrage (Le Complot d'Œdipe, 40 minutes sorti au cinéma au sein du film New York Stories), 1 série télévisée (Crisis in Six Scenes, 6 épisodes de 24 minutes), 1 court-métrage télévisuel (Men of Crisis: The Harvey Wallinger Story, 27 minutes), et 1 ultra-court (Sounds From a Town I Love, 3 minutes) ;
- écrit 58 films (en plus de ses 55 réalisations dont il a signé le scénario, les 3 qu'il a écrits sans en assumer la réalisation sont Quoi de neuf Pussycat ?, Casino Royale et Tombe les filles et tais-toi, même si, pour ce dernier, la mise en scène étant assez neutre, il peut être considéré comme un film de Woody Allen lui-même ; on ne compte pas l'adaptation de 1969 de sa pièce Don't Drink the Water (en), dont il ne voulait pas et où il n'a participé à rien : la seule version à considérer est celle qu'il a filmée lui-même en 1994 pour la télévision ;
- joué dans 49 films de fiction (en incluant un caméo de quelques secondes dans un épisode de la série Just Shoot Me!), cela se décompose en 33 films de lui, 3 films où il a participé au scénario et donc 13 films/téléfilms qu'il n'a ni écrits ni réalisés, dont le film d'animation Fourmiz, où il prête sa voix au personnage anxieux de Z ;
- participé à plus de 20 documentaires (que ce soit sur sa vie et son œuvre ou des films où il est seulement interviewé sur des sujets divers, pas nécessairement liés au monde du cinéma).

## Box-office
Outre en France, le cinéma de Woody Allen remporte du succès en Italie et surtout en Espagne. Dans ce dernier pays, les recettes sont parfois supérieures à celles enregistrées en France (7 M€ contre 5,4 M€ pour Scoop par exemple) ou proches malgré un marché moins large. Elles sont souvent comparables en Italie (Le Rêve de Cassandre y marcha néanmoins mieux avec 6,9 M€ de recettes contre 3,5 M€ en France et en Espagne pour 0,9 M€ aux États-Unis).
En Angleterre, les films récents de Woody Allen ont également connu un succès non négligeable. Avec 800 000 £ de recettes lors de son premier week-end d'exploitation, Blue Jasmine s'est ainsi classé deuxième au box-office anglais derrière Prisoners. Le film a ainsi constitué le meilleur démarrage au box-office pour un film de Woody Allen, surpassant les 751 992 £ de Match Point (2006). Au total, les recettes de Blue Jasmine au Royaume-Uni totalisent 8,2 M$.
| Film                                                                                        | Budget       | États-Unis   | France            | Monde         |
| ------------------------------------------------------------------------------------------- | ------------ | ------------ | ----------------- | ------------- |
| Lily la tigresse (1966)                                                                     | NC           | NC           | 220 144 entrées   | NC            |
| Prends l'oseille et tire-toi (1969)                                                         | 1 500 000 $  | NC           | 925 931 entrées   | NC            |
| Bananas (1971)                                                                              | 2 000 000 $  | NC           | 1 225 323 entrées | NC            |
| Tout ce que vous avez toujours voulu savoir sur le sexe sans jamais oser le demander (1972) | 2 000 000 $  | 18 016 290 $ | 1 737 735 entrées | NC            |
| Woody et les Robots (1973)                                                                  | 2 000 000 $  | 18 344 729 $ | 218 474 entrées   | NC            |
| Guerre et Amour (1975)                                                                      | 3 000 000 $  | 20 123 742 $ | 544 826 entrées   | NC            |
| Annie Hall (1977)                                                                           | 4 000 000 $  | 38 251 425 $ | 1 344 539 entrées | NC            |
| Intérieurs (1978)                                                                           | 3 100 000 $  | 10 432 366 $ | 817 436 entrées   | NC            |
| Manhattan (1979)                                                                            | 9 000 000 $  | 39 946 780 $ | 2 350 995 entrées | NC            |
| Stardust Memories (1980)                                                                    | 10 000 000 $ | 10 389 003 $ | 591 560 entrées   | NC            |
| Comédie érotique d'une nuit d'été (1982)                                                    | NC           | 9 077 269 $  | 1 131 245 entrées | NC            |
| Zelig (1983)                                                                                | NC           | 11 798 616 $ | 1 000 177 entrées | NC            |
| Broadway Danny Rose (1984)                                                                  | 8 000 000 $  | 10 600 497 $ | 421 368 entrées   | NC            |
| La Rose pourpre du Caire (1985)                                                             | NC           | 10 631 333 $ | 1 800 960 entrées | NC            |
| Hannah et ses sœurs (1986)                                                                  | 6 400 000 $  | 40 084 041 $ | 1 402 462 entrées | NC            |
| Radio Days (1987)                                                                           | NC           | 14 792 779 $ | 900 181 entrées   | NC            |
| September (1987)                                                                            | 10 000 000 $ | 486 434 $    | 308 555 entrées   | NC            |
| Une autre femme (1988)                                                                      | NC           | 1 562 749 $  | 461 382 entrées   | NC            |
| Crimes et Délits (1989)                                                                     | 19 000 000 $ | 18 254 702 $ | 695 643 entrées   | NC            |
| Le Complot d'Œdipe Court-métrage du film New York Stories (1989)                            | NC           | NC           | 411 540 entrées   | NC            |
| Alice (1990)                                                                                | 12 000 000 $ | 7 331 647 $  | 1 244 890 entrées | NC            |
| Ombres et Brouillard (1991)                                                                 | 14 000 000 $ | 2 735 731 $  | 568 632 entrées   | NC            |
| Maris et Femmes (1992)                                                                      | NC           | 10 555 619 $ | 644 002 entrées   | NC            |
| Meurtre mystérieux à Manhattan (1993)                                                       | 13 500 000 $ | 35 291 068 $ | 1 553 577 entrées | NC            |
| Coups de feu sur Broadway (1994)                                                            | NC           | 13 383 747 $ | 1 022 313 entrées | NC            |
| Maudite Aphrodite (1995)                                                                    | NC           | 6 468 498 $  | 1 063 526 entrées | NC            |
| Tout le monde dit I love you (1996)                                                         | NC           | 9 759 200 $  | 1 555 752 entrées | NC            |
| Harry dans tous ses états (1997)                                                            | 20 000 000 $ | 10 686 841 $ | 1 285 535 entrées | NC            |
| Celebrity (1998)                                                                            | 12 000 000 $ | 5 078 660 $  | 738 102 entrées   | NC            |
| Accords et Désaccords (1999)                                                                | 29 750 000 $ | 4 197 015 $  | 677 222 entrées   | NC            |
| Escrocs mais pas trop (2000)                                                                | 25 000 000 $ | 17 266 359 $ | 1 038 868 entrées | 29 934 477 $  |
| Le Sortilège du scorpion de jade (2001)                                                     | 33 000 000 $ | 7 517 191 $  | 732 402 entrées   | 18 914 307 $  |
| Hollywood Ending (2002)                                                                     | 16 000 000 $ | 4 850 753 $  | 813 053 entrées   | 14 569 744 $  |
| La Vie et tout le reste (2003)                                                              | 18 000 000 $ | 3 212 310 $  | 473 993 entrées   | 13 585 075 $  |
| Melinda et Melinda (2004)                                                                   | NC           | 3 826 280 $  | 373 279 entrées   | 20 085 825 $  |
| Match Point (2005)                                                                          | 15 000 000 $ | 23 151 529 $ | 1 567 793 entrées | 85 306 374 $  |
| Scoop (2006)                                                                                | NC           | 10 525 717 $ | 810 748 entrées   | 39 215 642 $  |
| Le Rêve de Cassandre (2007)                                                                 | 15 000 000 $ | 973 018 $    | 420 089 entrées   | 22 658 632 $  |
| Vicky Cristina Barcelona (2008)                                                             | 20 000 000 $ | 23 216 709 $ | 1 914 781 entrées | 96 409 300 $  |
| Whatever Works (2009)                                                                       | 15 000 000 $ | 5 306 706 $  | 904 614 entrées   | 35 097 815 $  |
| Vous allez rencontrer un bel et sombre inconnu (2010)                                       | 22 000 000 $ | 3 248 246 $  | 866 732 entrées   | 34 275 987 $  |
| Minuit à Paris (2011)                                                                       | 17 000 000 $ | 56 817 045 $ | 1 739 215 entrées | 151 119 219 $ |
| To Rome With Love (2012)                                                                    | 17 000 000 $ | 16 685 867 $ | 559 784 entrées   | 73 244 881 $  |
| Blue Jasmine (2013)                                                                         | 18 000 000 $ | 33 405 481 $ | 1 454 894 entrées | 97 505 481 $  |
| Magic in the Moonlight (2014)                                                               | 16 800 000 $ | 10 539 326 $ | 1 060 193 entrées | 32 339 326 $  |
| L'Homme irrationnel (2015)                                                                  | 11 000 000 $ | 4 030 360 $  | 942 780 entrées   | 27 391 084 $  |
| Café Society (2016)                                                                         | 30 000 000 $ | 11 103 205 $ | 984 391 entrées   | 43 763 247 $  |
| Wonder Wheel (2017)                                                                         | 25 000 000 $ | 1 404 061 $  | 372 660 entrées   | 15 369 110 $  |
| Un jour de pluie à New York (2019)                                                          | 25 000 000 $ | NC           | 585 417 entrées   | 23 800 000 $  |
| Rifkin's Festival (2020)                                                                    | NC           | NC           | 89 058 entrées    | 2 228 001 $   |
| Coup de Chance (2023)                                                                       | NC           | NC           | 137 433 entrées   | 7 400 000 $   |

Légende
Budget :
- entre 1 et 10 M$
- entre 10 et 100 M$
- plus de 100 M$

Recettes :
- entre 1 et 50 M$ (États-Unis)
entre 100 000 et 1 M d'entrées (France)
entre 1 et 100 M$ (Monde)
- entre 50 et 100 M$ (États-Unis)
entre 1 et 2 M d'entrées (France)
entre 100 et 200 M$ (Monde)
- plus de 100 M$ (États-Unis)
plus de 2 M d'entrées (France)
plus de 200 M$ (Monde)

## Distinctions

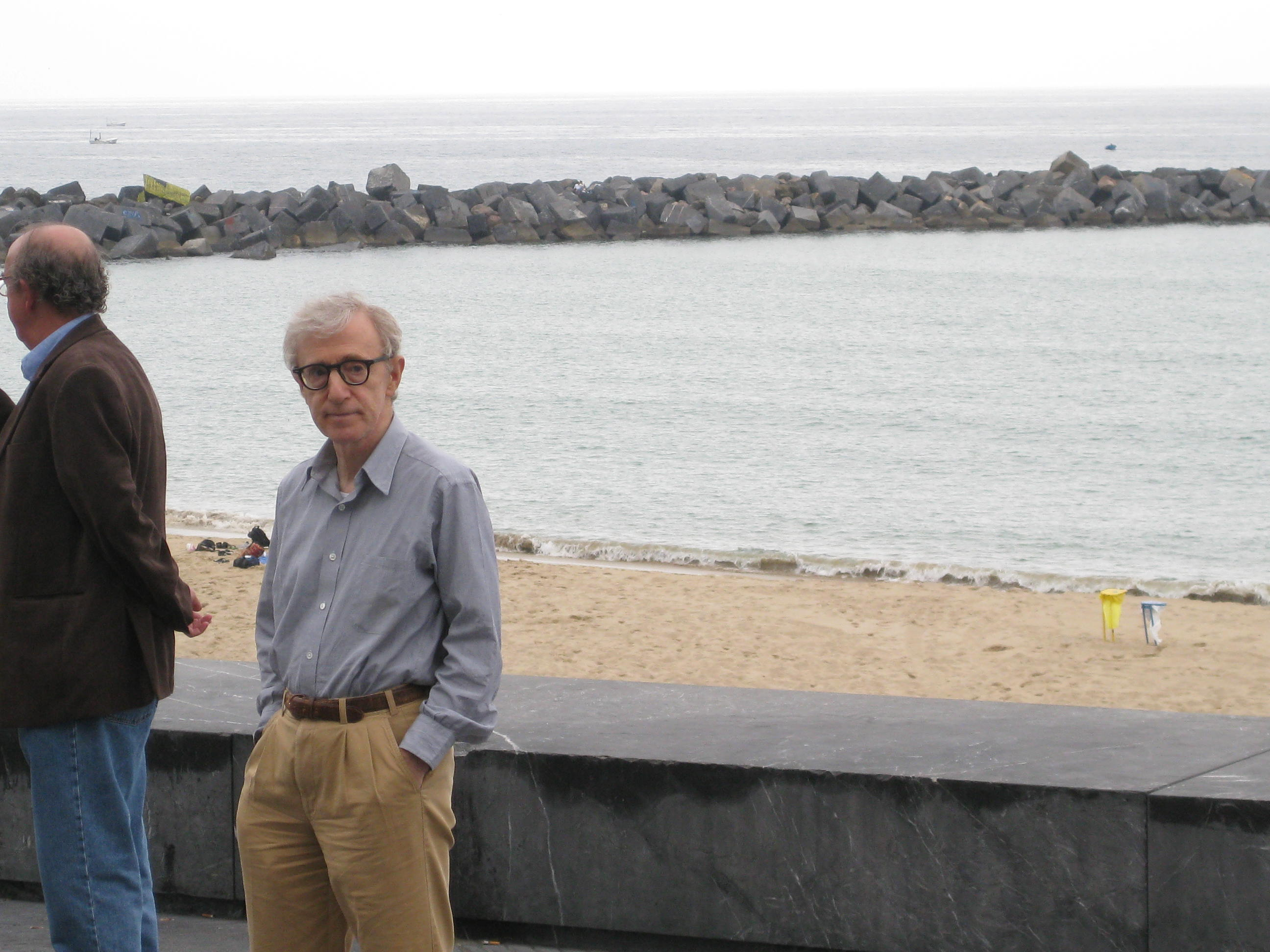
En avril 2008 au festival international du film de San Sebastian.

Woody Allen est un cinéaste souvent nommé et récompensé. Au cours de sa carrière, il a reçu plus de 70 récompenses dont 9 British Academy Film Awards, 5 David di Donatello, 5 NYFCC Awards, 5 Bodil Awards, 4 Oscars, 4 Directors Guild of America Awards, 4 London Film Critics Circle Awards, 2 Golden Globes, 2 César, un Lion d'or, une Palme d'honneur et un Ours d'argent. De plus, il est promu au grade de commandeur de l'ordre des Arts et des Lettres en 1989.
Pourtant, Woody Allen a toujours trouvé absurde la compétition en art, et en exprime un certain désintérêt. Ainsi, il ne s'est jamais rendu à une cérémonie pour accepter une récompense, excepté la 74e cérémonie des Oscars, en 2002 où il fit une déclaration d'amour à New York, six mois après les attentats du 11 septembre. Il se déplace dans les festivals de cinéma avec ses films, mais demande qu'ils soient projetés hors-compétition,.

## Sélections aux festivals
Cette liste n'inclut que les réalisations de Woody Allen, d'après les bases de données des festivals. À l'exception de certains films au Festival de Berlin, tous furent projetés hors-compétition.

### Berlinale
- 1975 : Guerre et Amour (en compétition)
- 1988 : September (hors-compétition)
- 1989 : Une autre femme (hors-compétition)
- 1990 : Crimes et Délits (hors-compétition)
- 1992 : Ombres et Brouillard (en compétition, projection spéciale)
- 2003 : Maris et Femmes (panorama)
- 2005 : Meurtre mystérieux à Manhattan (rétrospective)

### Festival de Cannes
- 1979 : Manhattan
- 1984 : Broadway Danny Rose
- 1985 : La Rose pourpre du Caire
- 1986 : Hannah et ses sœurs
- 1987 : Radio Days
- 1989 : Le Complot d'Œdipe (sketch de New York Stories)
- 2002 : Hollywood Ending
- 2005 : Match Point
- 2008 : Vicky Cristina Barcelona
- 2010 : Vous allez rencontrer un bel et sombre inconnu
- 2011 : Minuit à Paris
- 2015 : L'Homme irrationnel
- 2016 : Café Society

### Mostra de Venise
- 1982 : Comédie érotique d'une nuit d'été
- 1983 : Zelig
- 1993 : Meurtre mystérieux à Manhattan
- 1994 : Coups de feu sur Broadway
- 1995 : Maudite Aphrodite
- 1997 : Harry dans tous ses états
- 1997 : Welcome Venice (court-métrage)
- 1998 : Celebrity
- 1999 : Accords et Désaccords
- 2000 : Escrocs mais pas trop
- 2001 : Le Sortilège du scorpion de jade
- 2003 : La Vie et tout le reste
- 2007 : Le Rêve de Cassandre
- 2023 : Coup de chance

## Voix francophones
En France, Woody Allen a d'abord été doublé par Jacques Jouanneau dans Quoi de neuf, Pussycat ? en 1965, puis par Bernard Murat dans la quasi-totalité de ses apparitions entre 1966 et 1993. Ce dernier ne sera remplacé qu'à quelques reprises, en 1967 par Gérard Hernandez dans Casino Royale, en 1969 par Guy Piérauld dans Prends l'oseille et tire-toi et en 1972 par Roger Crouzet dans Tombe les filles et tais-toi. Pour le film d'animation Fourmiz sorti en 1998, Bernard Murat le double exceptionnellement pour la version cinéma du film, tandis que Daniel Lafourcade le double dans la version télévisée.
Depuis 1995 et le film Maudite Aphrodite, Jean-Luc Kayser le double dans toutes ses apparitions.
Versions françaises
- Bernard Murat dans Lily la tigresse, Bananas, Woody et les Robots, Guerre et Amour, Annie Hall, Manhattan, Stardust Memories, Zelig, Hannah et ses sœurs, Crimes et Délit, Scènes de ménage dans un centre commercial, Meurtre mystérieux à Manhattan, etc.
- Jean-Luc Kayser dans Maudite Aphrodite, Tout le monde dit I love you, Harry dans tous ses états, es Imposteurs, Accords et Désaccords, Escrocs mais pas trop, Le Sortilège du scorpion de jade, Hollywood Ending, Scoop, To Rome with Love, Apprenti Gigolo, Crisis in Six Scenes, etc.

## Publications traduites en français

### Théâtre
- Une aspirine pour deux (en) (Play It Again, Sam), adaptation et mise en scène de Francis Perrin, Paris, L'Avant-scène no 918, 1992
- L'Ampoule magique (The Floating Light Bulb), adaptation d'Attica Guedj et Stéphan Meldegg, Paris, L'Avant-scène théâtre no 944, 1994
- Adultères : trois pièces en un acte (Three One-Act Plays), traduit de l'américain par Jean-Pierre Richard, Paris, 10/18, coll. « Domaine étranger » no 3810, 2005  (ISBN 2-264-04039-4)

### Scénarios
- Quoi de neuf, Pussycat ? (What's New Pussycat?), Paris, L'Avant-scène cinéma no 59, mai 1966
- Annie Hall, scénario et dialogues Woody Allen et Marshall Brickman, Paris, L'Avant-scène cinéma no 198, décembre 1977
- Tout ce que vous avez toujours voulu savoir sur le sexe sans jamais oser le demander… (Everything You Always Wanted To Know About Sex But Were Afraid To Ask), traduit par Michel Lebrun, Paris, Seuil, coll. « Point virgule » no 85, 1990  (ISBN 2-02-012022-4)
- Hannah et ses sœurs (Hannah And Her Sisters), traduit par Michel Lebrun, Paris, Seuil, coll. « Point virgule » no 106, 1991  (ISBN 2-02-012950-7)
- Crimes et Délits (Crimes and Misdemeanors), traduit par Michel Lebrun, Paris, Seuil, coll. « Point virgule » no 137, 1993  (ISBN 2-02-012949-3)
- Harry dans tous ses états (Deconstructing Harry), scénario bilingue traduit par Jacqueline Cohen, Paris, Petite bibliothèque des Cahiers du cinéma, 1998  (ISBN 2-86642-204-X)
- Annie Hall, scénario bilingue traduit par Georges Dutter, Paris, Petite bibliothèque des Cahiers du cinéma no 41, Paris, 2000  (ISBN 2-86642-256-2)

### Entretiens
- Jean-Michel Frodon, Conversation avec Woody Allen d'après les entretiens parus dans Le Monde, Paris, Plon, 2000  (ISBN 2-259-19286-6)
- Stig Björkman, Woody Allen : Entretiens (Woody Allen on Woody Allen), traduit par Sylvie Durastanti et Jean Pêcheux, Paris, Cahiers du cinéma, 2002  (ISBN 2-86642-324-0)
- Eric Lax, Entretiens avec Woody Allen (Conversations With Woody Allen: His Films, the Movies, and Moviemaking), traduit par Christophe Mercier, Paris, Plon, 2008  (ISBN 978-2-259-20490-3)

### Réflexions et recueils de nouvelles
- Dieu, Shakespeare et moi - Opus 1 (Without Feathers, 1975), traduit et adapté par Michel Lebrun, Paris, Solar, 1975 ; rééd. Paris, Le Seuil, coll. « Point virgule » no 30, 1985  (ISBN 2-02-008617-4) ; rééd. Paris, Le Seuil, 2001, coll. « Point virgule » no 9,  (ISBN 2-02-048235-5).
- Pour en finir une bonne fois pour toutes avec la culture - Opus 2 (Getting Even, 1971), traduit et adapté par Michel Lebrun, Paris, Solar, 1975  (ISBN 978-2-7578-1306-5) ; réimpression en 2009.
- Destins tordus (Side Effects, 1980), traduit par Michel Lebrun, Paris, Robert Laffont, coll. « Pavillons », 1981  (ISBN 2-221-00713-1) ; rééd. Paris, Le Seuil, 1988, coll. « Point virgule » no 58 (ISBN 2-02-009871-7) ; rééd. Paris, Robert Laffont, 2006, coll. « Pavillons poche »,  (ISBN 2-221-10642-3).
- Gilles Cèbe, Woody Allen, Paris, H. Veyrier, coll. « Cinéma », 1981  (ISBN 2-85199-239-2). Contient un choix de textes de Woody Allen.
- L'erreur est humaine (Mere Anarchy, 2007), traduit par Nicolas Richard, Paris, Flammarion, 2007  (ISBN 978-2-08-120367-9) ; rééd., Paris, Le Grand Livre du mois, 2007  (ISBN 978-2-286-03261-6).
- Zéro Gravité (Zero Gravity, 2022), traduit par Nicolas Richard, Paris, Stock, 2023  (ISBN 978-2-234-09447-5).

### Nouvelle
- L'Épisodique Kugelmass (The Kugelmass episod, 1977) / trad. Bruno Martin, dans Fiction n° spécial 300, avril 1979, p. 103-118.

### Bande dessinée
- Angoisse et Légèreté / Doutes et Certitudes (Dread & Superficiality, 2009), Paris, éditions Fetjaine, 2010  (ISBN 978-2-35425-195-6) (tome 1) et  (ISBN 978-2-35425-203-8) (tome 2)Ces deux albums (un seul album en version anglaise) réunissent une collection des meilleurs « comic strips » publiés quotidiennement dans les journaux américains, de 1976 à 1984, illustrés par Stuart Hample en collaboration avec Woody Allen.

### Mémoires
- Soit dit en passant, Stock, 2020.

### Préface
- S.J. Perelman, L'Œil de l'idole, éditions Wombat, 2011

## Discographie
- Woody Allen, Colpix Records, 1964
- Woody Allen Volume 2, Colpix Records, 1965
- The Third Woody Allen Album, Colpix Records, 1968
- The Night Club Years 1964-1968, United Artists Records, 1972
- Standup Comic, Casablanca Records, 1978